# Art romà

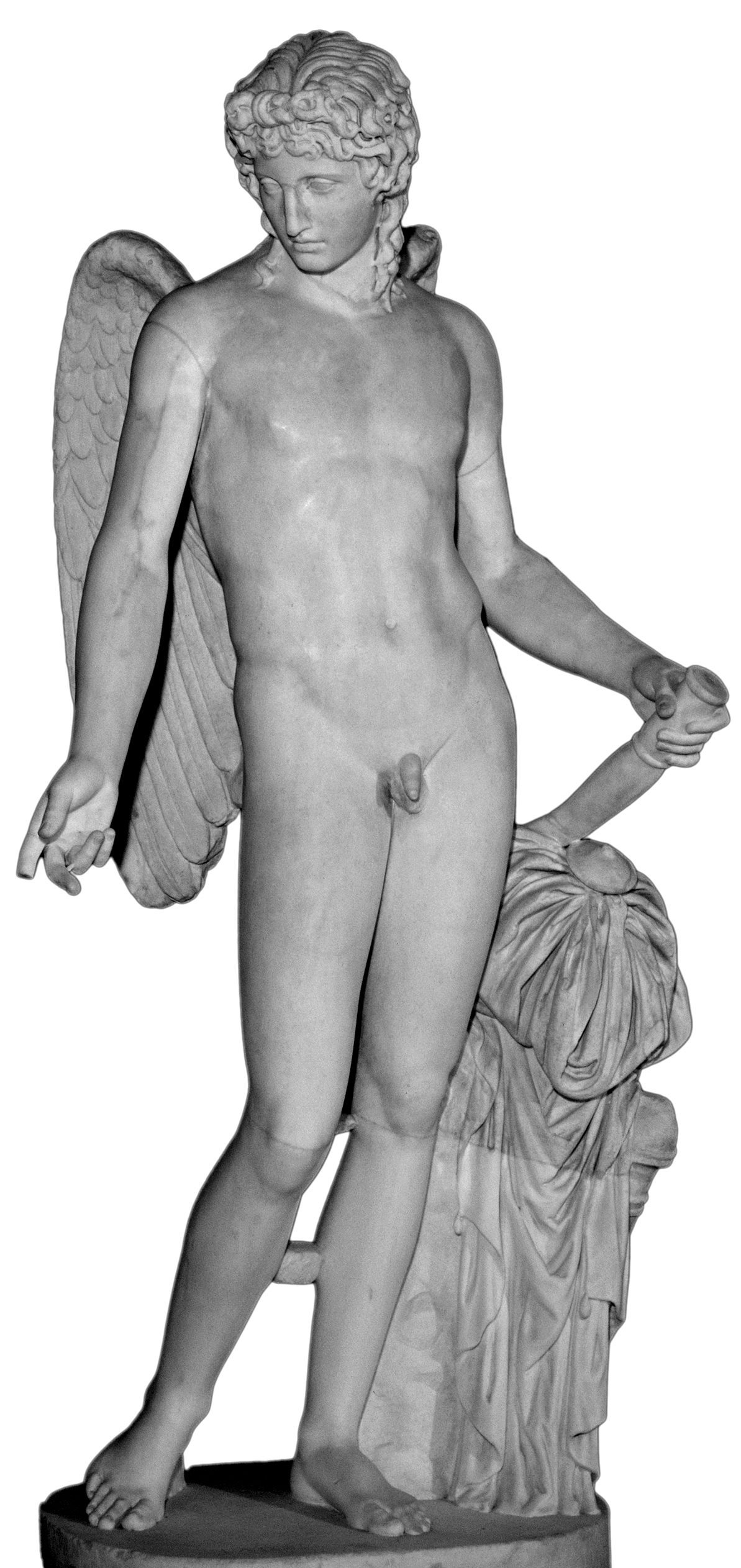
Eros de Centocelle, còpia romana d'un original grec tradicionalment atribuït a Praxíteles

Per art romà s'entén l'art de l'antiga Roma, des de la fundació fins a la caiguda de l'Imperi Romà d'Occident, sigui a la ciutat de Roma o en la resta d'Itàlia i en les províncies orientals i occidentals. L'art de la part oriental de l'imperi, després de la caiguda d'Occident, si bé està en continuïtat amb l'Imperi Romà, s'anomena art romà d'Orient.
Les formes artístiques autòctones en la fase de l'origen de Roma i de la Primera República Romana eren força elementals i poc refinades. Amb el contacte que Roma tindrà progressivament amb la civilització grega anirà apreciant-ne les formes, mentre menystindrà socialment els artistes grecs, en contraposició als conqueridors romans. Amb el pas dels segles, l'art grec s'anirà apreciant més, però no mancaran tendències autòctones anticlàssiques que seran un element de continuïtat amb l'art romànic posterior.
Les primeres manifestacions de l'art romà varen néixer sota l'influx de l'art etrusc, i de seguida es van contagiar de l'art grec, amb el qual els romans varen entrar en contacte a les colònies de la Magna Grècia del sud d'Itàlia, que Roma va conquerir en el procés d'unificació territorial de la península, durant els segles IV i III aC. La influència grega va augmentar quan, al segle ii aC, Roma va ocupar Macedònia i Grècia.
Fins a cert punt es pot pensar que l'art de Roma és una imitació i ampliació de l'art grec, i per descomptat de l'art etrusc, però l'esperit que va animar els artistes romans és totalment diferent d'aquells. La Roma conqueridora i urbanista va tractar d'unir al sentit estètic grec, el caràcter utilitari i funcional que les seves obres requerien.
Des del punt de vista cronològic, l'art romà es va desenvolupar amb força homogeneïtat i autonomia des del segle iii aC fins al segle v de la nostra era. Seguint les etapes que el seu esdevenir històric marca, destaquen almenys la República, fins a l'any 27 aC, i l'imperi, que es va estendre des dels temps d'August fins a la caiguda de Roma en mans dels bàrbars l'any 476 després de C.
A causa del profund centralisme exercit per Roma sobre les seves províncies en tots els aspectes de la vida, es va originar un art molt uniforme sense que es pugui parlar d'escoles provincials, almenys durant l'època imperial. No obstant això, donada l'amplitud de l'imperi i la seva constitució en diferents moments, no existeix una contemporaneïtat cronològica, ja que en zones on l'art de l'hel·lenístic està més consolidat les seves formes artístiques estan molt més evolucionades que a les províncies més tardanament incorporades a la cultura romana.

## Art Romànic o art de l'Imperi Romà?

Evolució territorial de l'Imperi Romà

Parlar d'art romà implica tractar de la producció artística de prop d'un mil·lenni amb confins geogràfics cada vegada més amplis.
A l'inici d'aquest desenvolupament el problema principal és identificar el moment del canvi entre la producció genèricament itàlica (entesa com a les característiques comunes) entre l'art de la Campània, Etrúria i del Laci) i el naixement de l'art romà pròpiament dit.
Una altra qüestió sorgeix amb l'expandiment romà i les influències de les províncies de l'imperi: Hel·lenisme de Grècia, Egipte, Àsia Menor i també Hispània, la Gàl·lia, etc.
Tot l'art romà és producte d'un intercanvi entre el centre i la perifèria. De Roma partien les indicacions ideològiques i de contingut que influenciaven la producció sense prohibir, però, una certa diversitat i autonomia d'expressió. En particular els romans arribaren a influir en l'hel·lenisme amb un nou concepte d'art entès com a celebració de l'individu "dins l'Estat" i de l'Estat com a propulsor del benestar col·lectiu.

## Diferències amb l'art grec

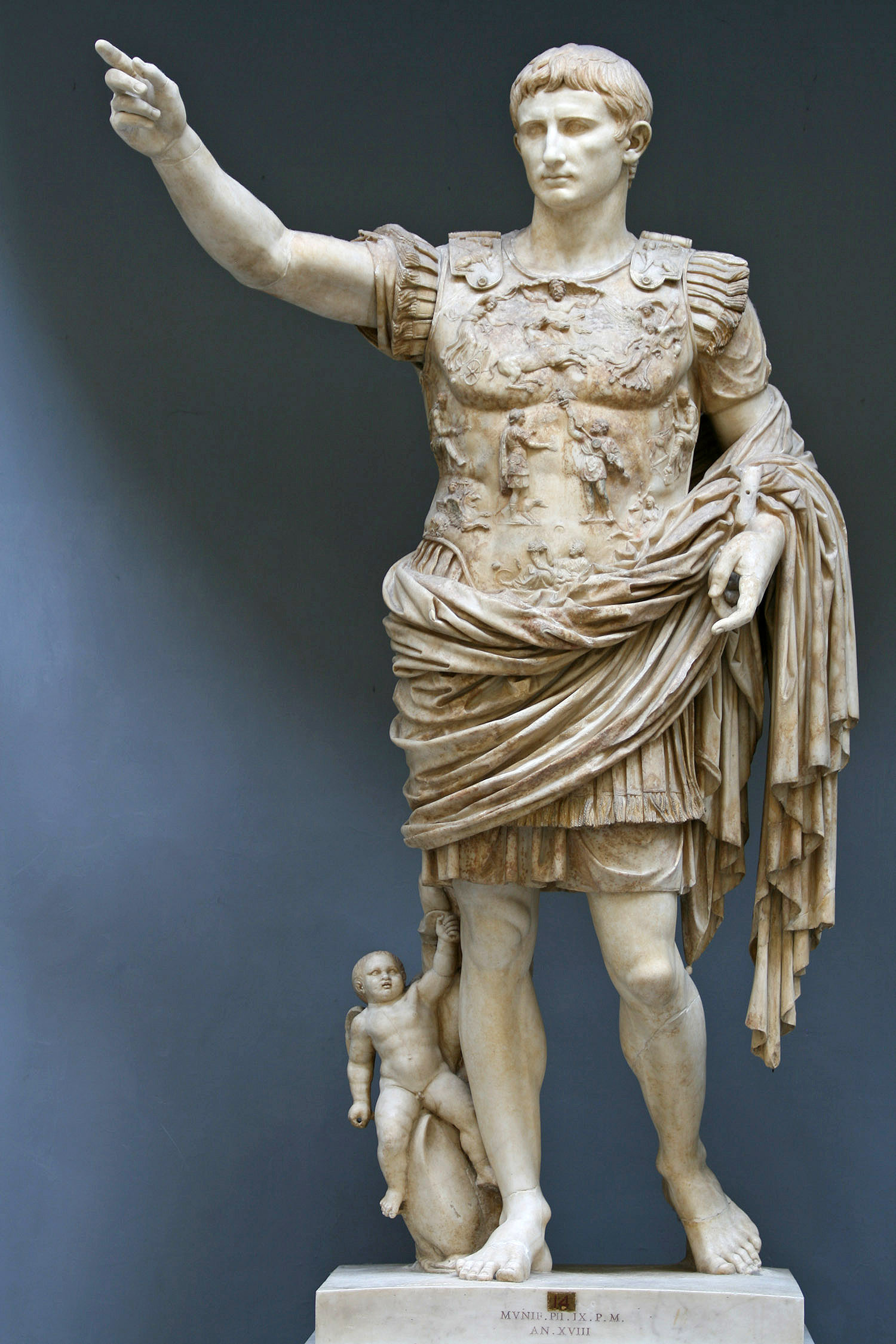
L'August de Prima Porta

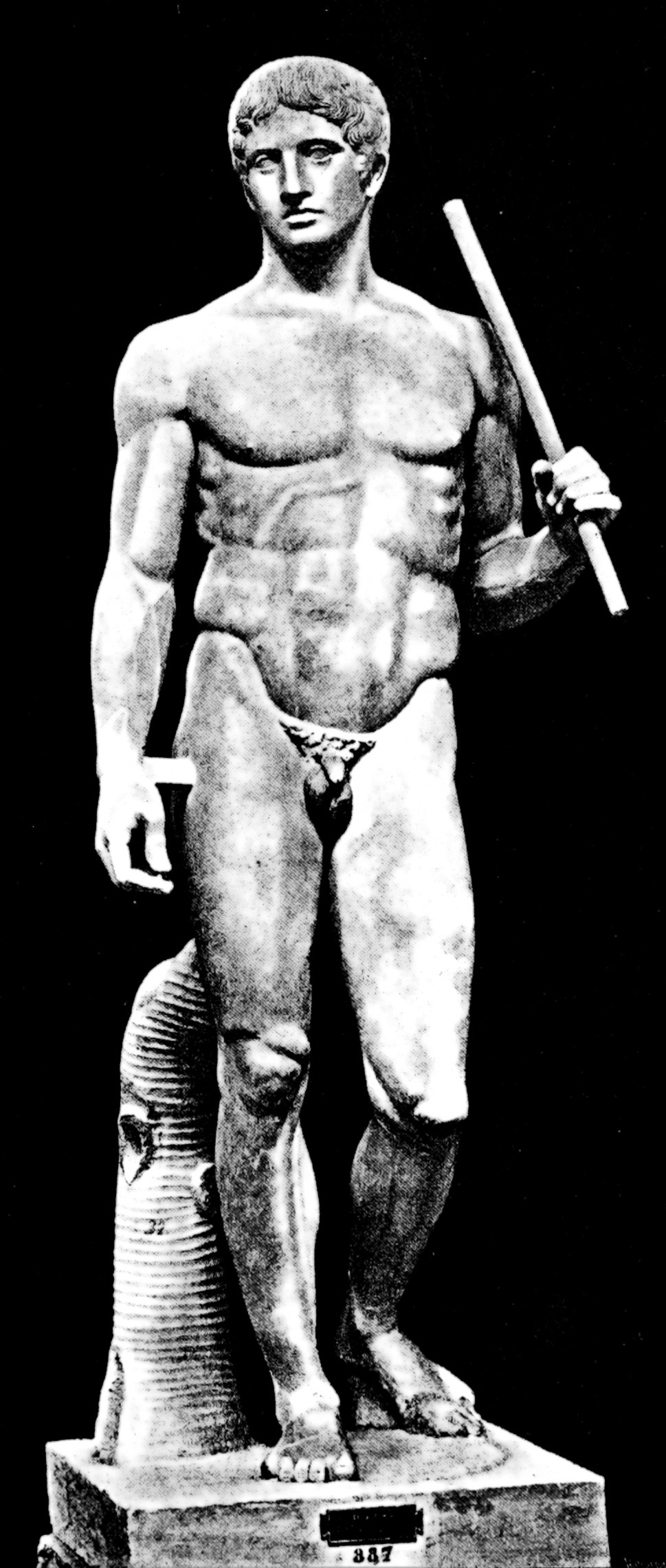
Il Dorífor de Policlet

La victòria romana a l'Àsia Menor sobre els selèucides a Magnèsia el 189 aC i la conquesta de l'antiga Grècia el 146 aC, amb la presa de Corint i de Cartago, són dates fonamentals per l'evolució artística romana. Ara el contacte amb el món grec passava a ser directe. La superioritat militar dels romans contrastava amb la superioritat cultural dels grecs. Després d'un inicial menyspreu de l'art grec per part dels romans es va passar a valorar-lo especialment a través del col·leccionisme i l'eclecticisme i, en certa manera, l'art romà passà a considerar-se una continuació de l'art grec.
Però com reconeixen nombrosos especialistes, hi havia algunes diferències substancials entre l'art grec i el romà en el tema principal de la mateixa representació artística: els grecs representaven un logos immanent, el romans la res. En altres paraules, els grecs transfiguraven en mitologia també la història contemporània (la victòria sobre els perses o sobre els gàlates passaven a ser centauromàquia o lluita entre déus i gegants o fins i tot amazonomàquia), mentre els romans representaven l'actualitat i els esdeveniments històrics.
La força moral i el sentit ètic de les representacions dels mites grecs, però, ja s'havia donat en els tres segles d'hel·lenisme, quan l'art era “subjectivat” per l'expressió comunitària, esdevenint així a voltes l'expressió del poder econòmic i polític d'un sobirà, de la sofisticació d'un col·leccionista o de l'enginy de l'artista. En aquest sentit, els romans van arribar encara més lluny, arribant a representar la realitat d'un esdeveniment històric específic: abans d'ells només alguns pobles del Pròxim Orient s'havien endinsat en aquest camí, que havia estat rebutjat pels grecs.
L'ús "personal" de l'art en l'art romà permet el desenvolupament de l'art del retrat, que substituí l'abstracció formal dels caps en les estàtues gregues. El fet d'afegir caps realistes a cossos idealitzats (com en l'estàtua del personatge romà de Delos), hauria fet estremir-se un grec de l'època clàssica, era però practicat ja pels artistes neoàtics de finals del II segle aC, per a clients sobretot romans.

## Art etrusc

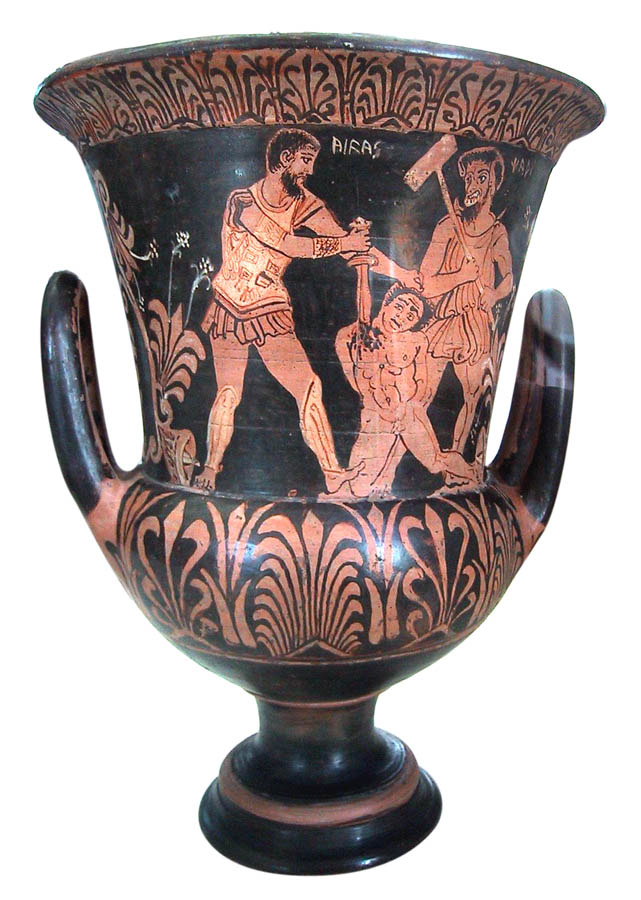
Aquil·les matant un presoner troià en presència del déu Charun (equivalent a Caront), amb un martell.

L'art etrusc és l'art que més va influir en l'art romà. Amb l'expressió art etrusc es fa referència a les manifestacions artístiques dels etruscs en els diversos camps. S'han trobat nombroses escultures etrusques a les tombes, especialment a Perusa, Volterra i Chiusi, que representen objectes o subjectes mitològics. En general, utilitzen la pedra calcària i la terra cuita i ignoren el marbre. Les estàtues de terracota procedeixen del temple de Veïs. Estàtues assegudes es van trobar a Chiusi. Els etruscs treballaven molt bé el bronze. A Volsinii, es van trobar centenars d'estàtues de bronze. Les figures més anomenades són la Lleona (que és al Capitoli), la Quimera d'Arezzo (a la galeria de Florència) l'Orador (també a la galeria de Florència) i una estàtua d'un noi, que és a Leyden.
Les figures petites són innumerables, especialment amb bronze, i en general representen la Tyrrhena sigilla dels romans; també hi ha canelobres, i una gran varietat d'objectes d'ornament i utensilis. Els etruscs gravaven miralls de bronze (anomenats erròniament Paterae) dels quals també s'han descobert centenars. Algunes copes d'or i altres treballs de foneria i orfebreria s'han trobat al llarg dels anys i mostren clares influències orientals. L'orfebreria n'era, en general, molt rica i de formes complexes.
La ceràmica d'importació coríntia o àtica va influir en la de fabricació local, que és de dos tipus: la ceràmica llisa i negra (la principal, la del bucchero nero) o la d'imitació de la grega de figures negres anomenades hídries ceretanes. Les ceràmiques trobades a la tomba Regolini-Galassi en són les més importants. Els principals objectes provenen d'Arretium i Clúsium, adornats aquests per figures en relleu, moltes grotesques i de caràcter oriental. Les gerres pintades s'han trobar a Clúsium, Tarquinii i Vulci i són conegudes com a “gots etruscs” i són clarament influïts per l'art grec i quasi idèntics als trobats a Campània, sud d'Itàlia, Sicília i Grècia, i representen elements mitològics grecs.
Els etruscs van explotar les mines de ferro d'Elba i les de coure d'Etrúria. Aquestes darreres van permetre els seus treballs de decoració en bronze tan reeixits, i també armes i elements per la flota. Amb bronze van fer les seves monedes, les quals eren grosses i estaven fetes amb motllos i no manualment.
D'origen etrusc semblen objectes d'ús diari per a la comoditat de la vida: entre aquests, el vestit ornamental per a les processons triomfals (que semblen un invent etrusc) i els vestits dels reis i magistrats de Roma (Toga picta, toga praetexta, bulla daurada, la cadira curul d'ivori). Els etruscs eren molt aficionats a la gastronomia i a la bona taula, i foren ridiculitzats pels romans perquè eren molts grossos, en general.
L'art etrusc va perdre la seva originalitat al segle iv aC i va esdevenir una prolongació del grec, al qual es va assimilar al segle iii aC.

## Pintura romana

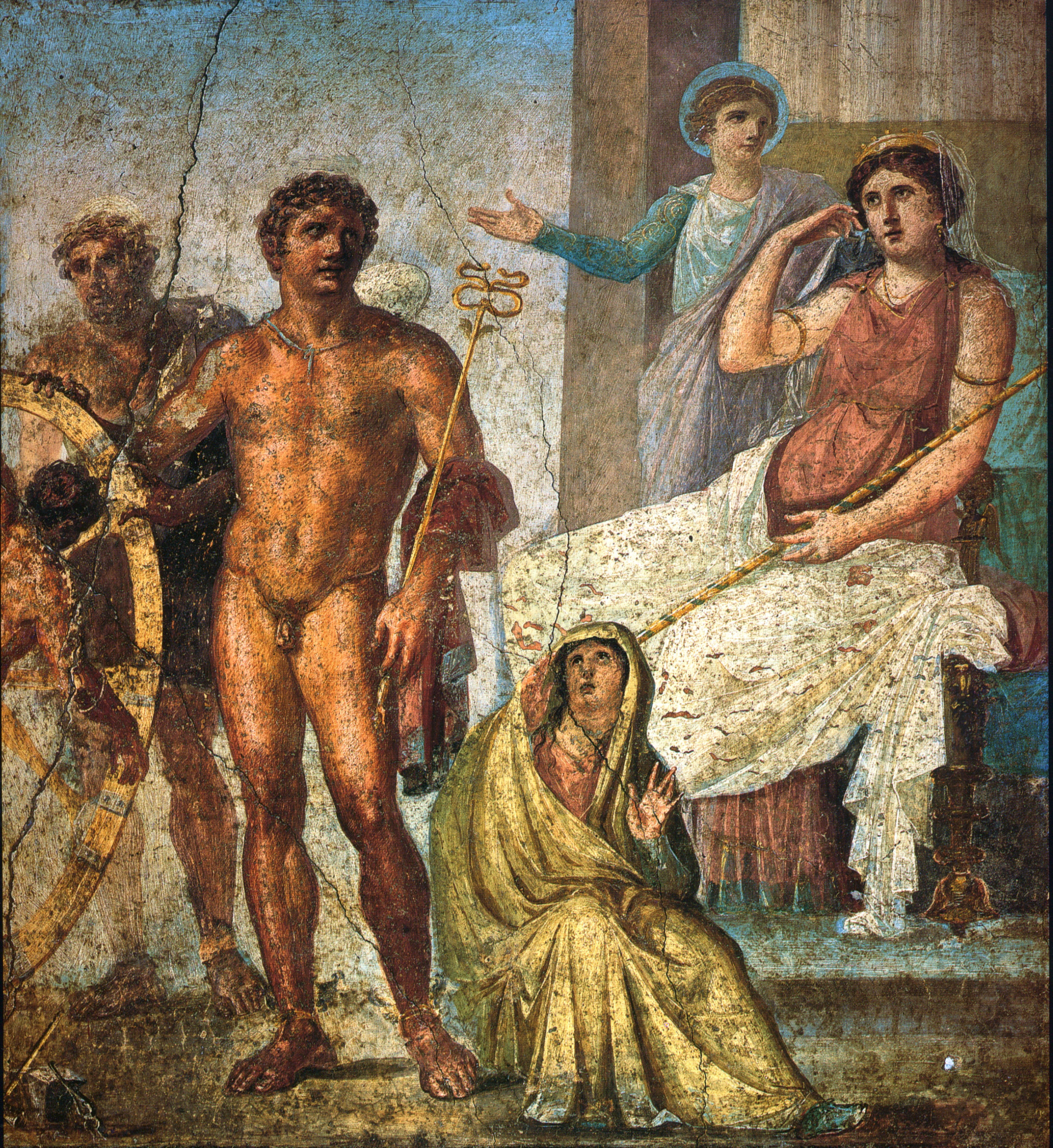
Escena de la vida d'Íxion, Casa dels Vettii, Pompeia.

La pintura romana és la part de l'art romà de la qual es conserven menys restes. Només excepcionalment ens han arribat mostres de les pintures romanes i de fet només han sobreviscut les pintures sobre materials resistents.
La pintura romana exercí una influència significativa en l'evolució de la pintura occidental. La seva tradició reemergí en diversos moments de la història durant molts segles essent especialment important en la gestació de l'art paleocristià, romà d'Orient i romànic, i donant moltes idees als pintors del Renaixement, del Neoclassicisme i del Romanticisme.
L'estil pompeià rep aquest nom precisament per pertànyer a les ciutats enterrades per les cendres del volcà Vesubi l'any 79: Pompeia i Herculà principalment. Malgrat el nom d'estil pompeià segurament el centre de la producció de la pintura romana va ser la ciutat de Roma.
Era típic d'una casa senyorívola romana tenir tots els angles de les parets pintades i d'això se'n deriva una gran riquesa quantitativa de decoracions pictòriques. En això també s'apreciava la influència grega.
Hi ha quatre estils o esquemes decoratius pompeians:
- Primer estil pompeià difós per tota la zona hel·lenística dels segles II-II aC
- Segon estil cap al 120 aC
- Tercer estil que arriba fins a la meitat del segle I amb l'emperador Claudi
- Quart estil documentat a Pompeia l'any 60.

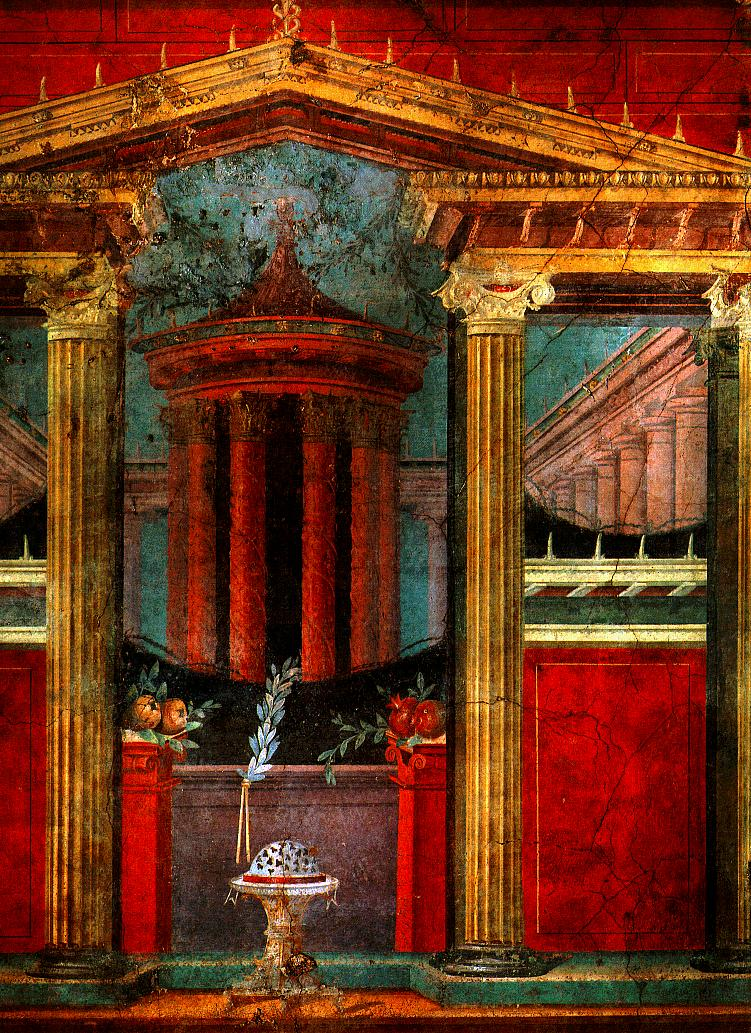
Fresc trobat a Pompeia
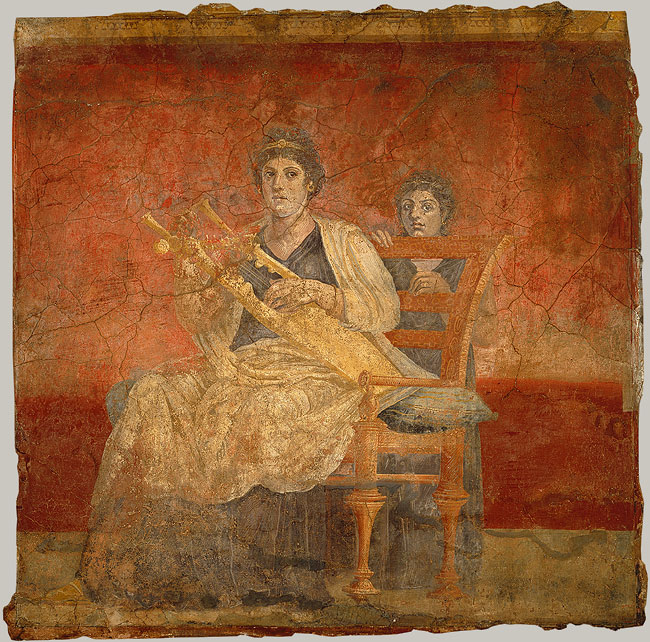
Dona tocant
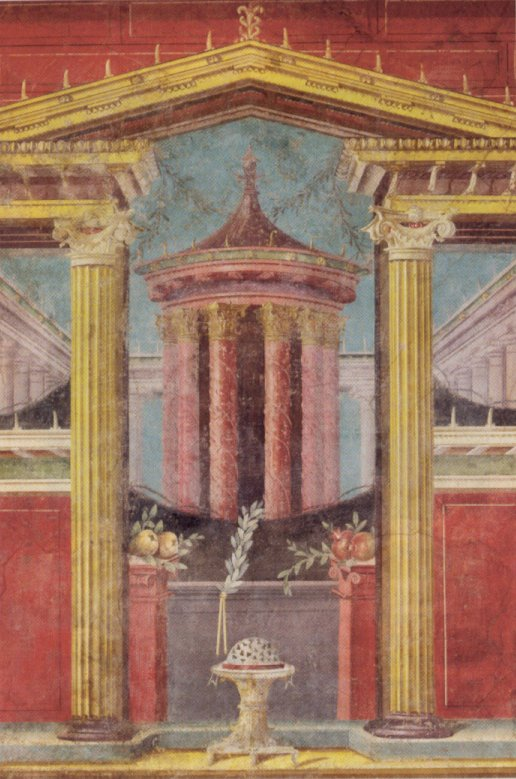
Vila romana
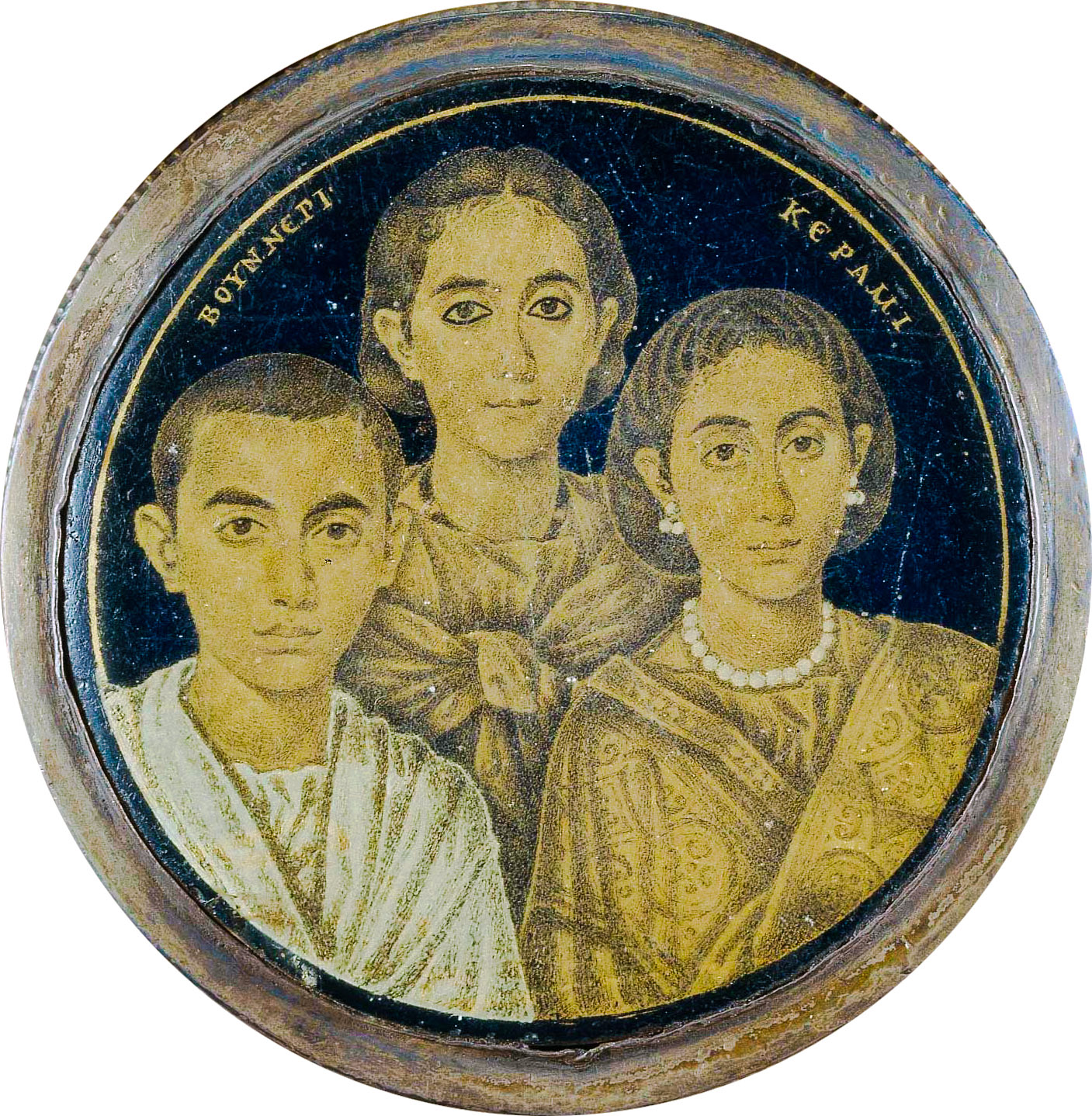
Retrat en vidre daurat
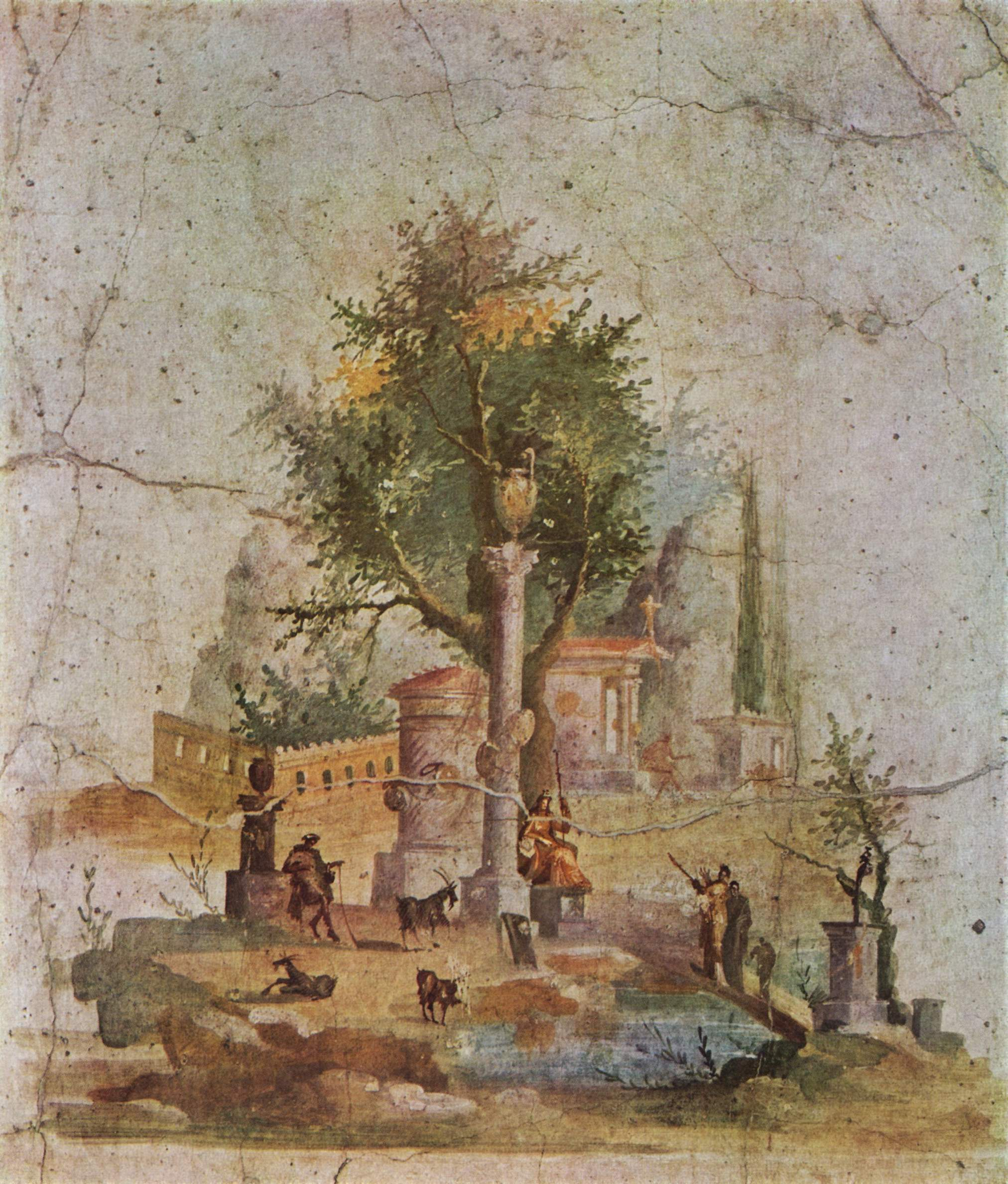
Vila d'Agripa
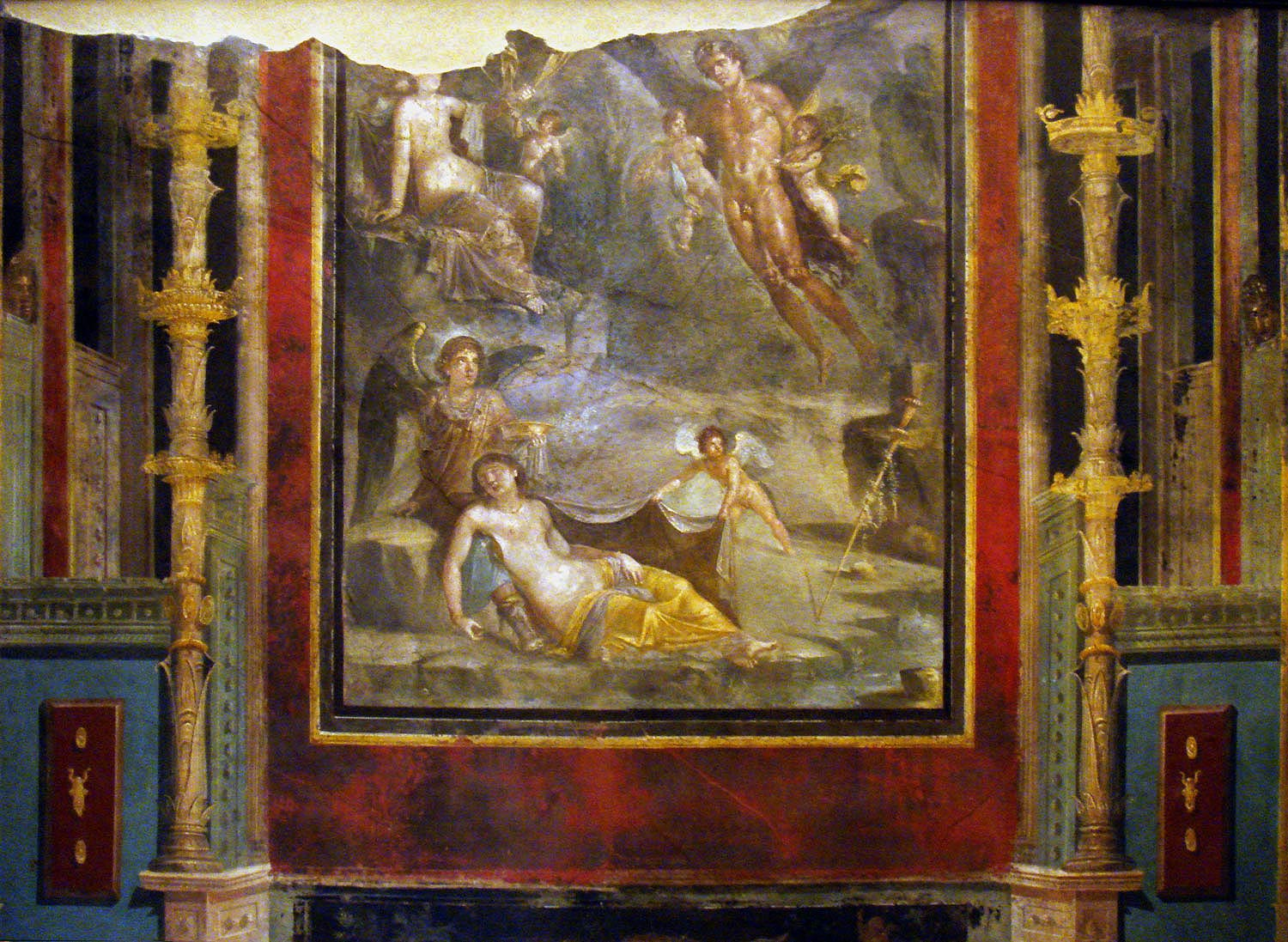
Casament de Cèfir i Cloris
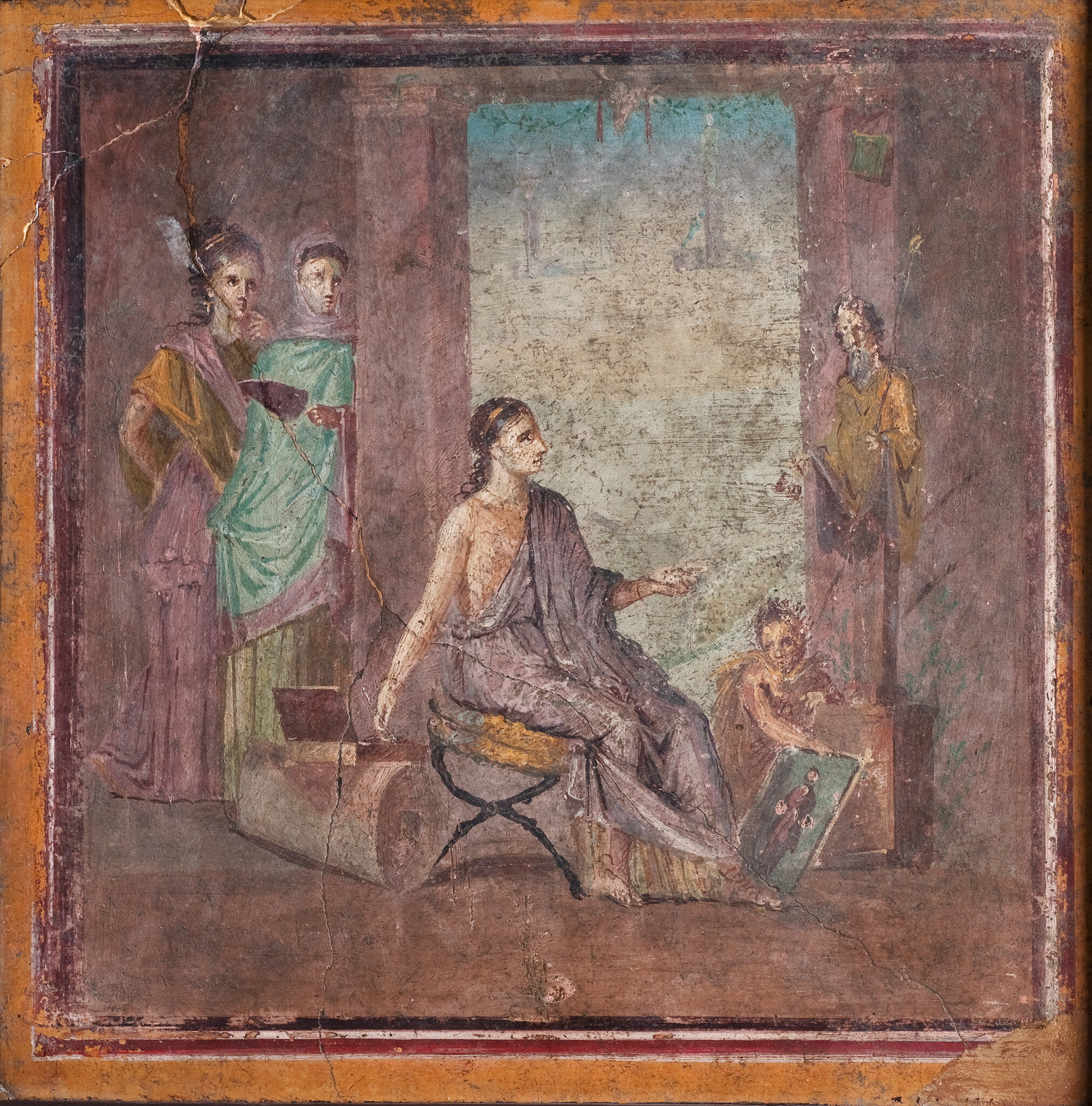
Pintura mural
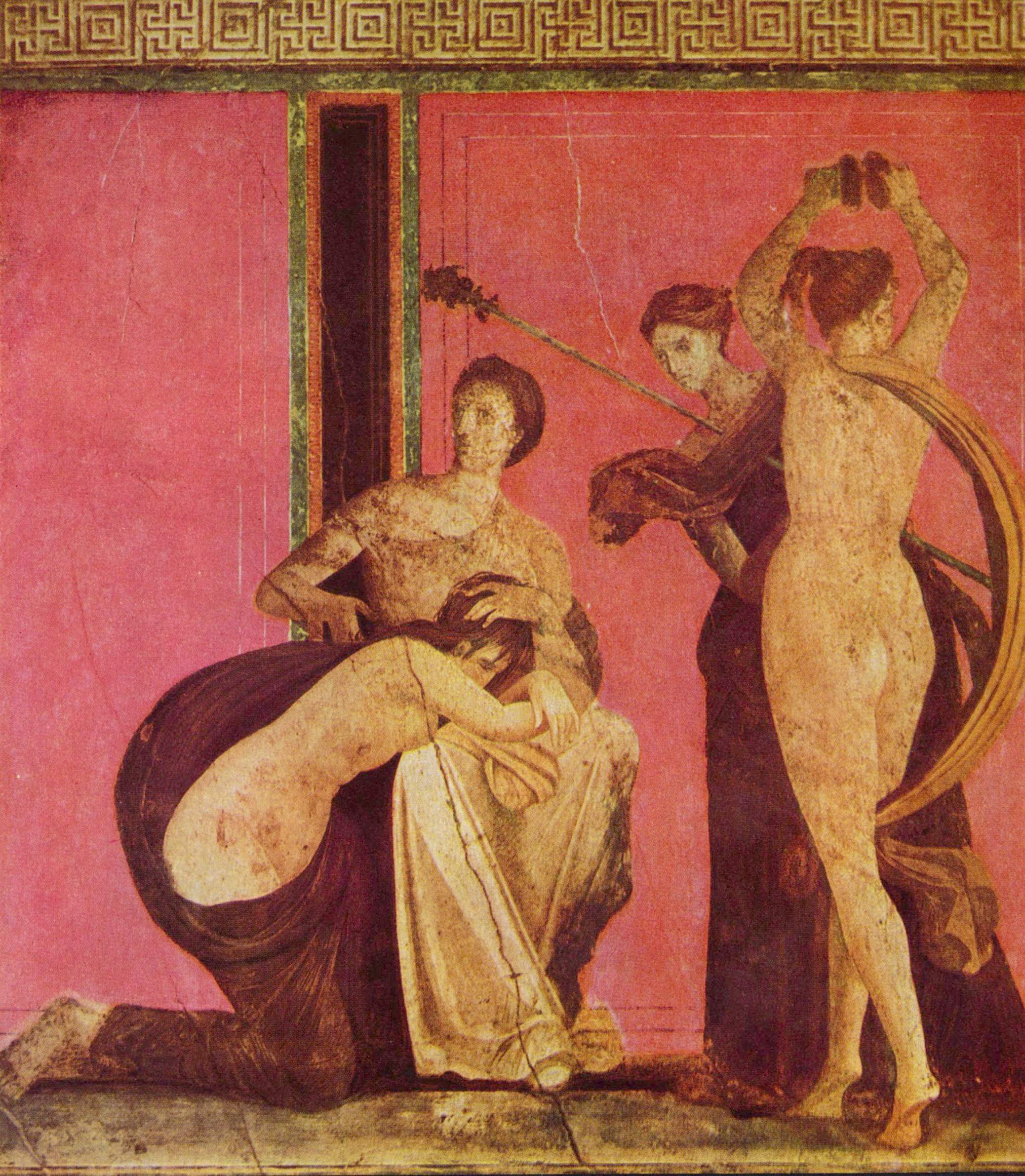
Vila dels misteris
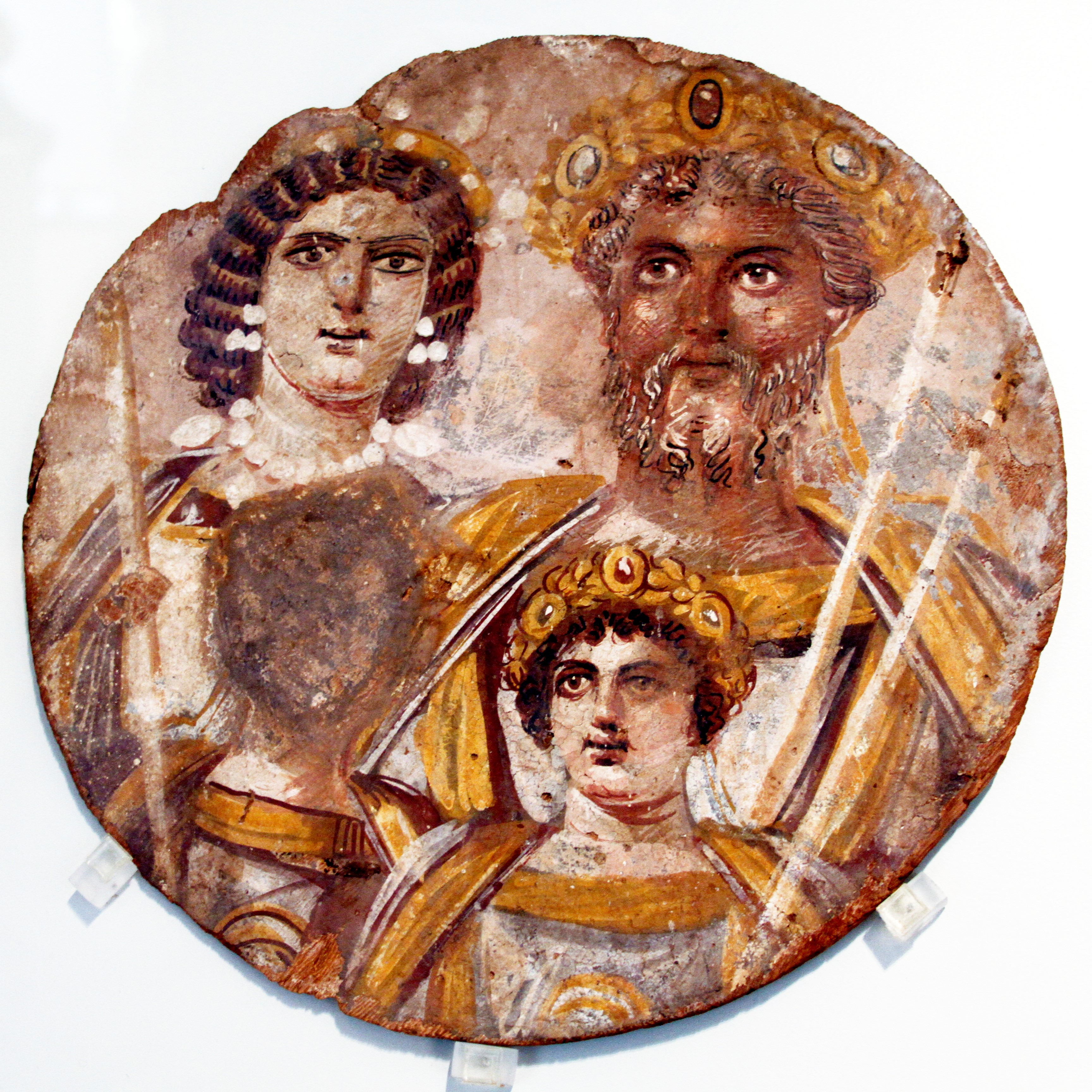
Pintura severiana

## Mosaic romà

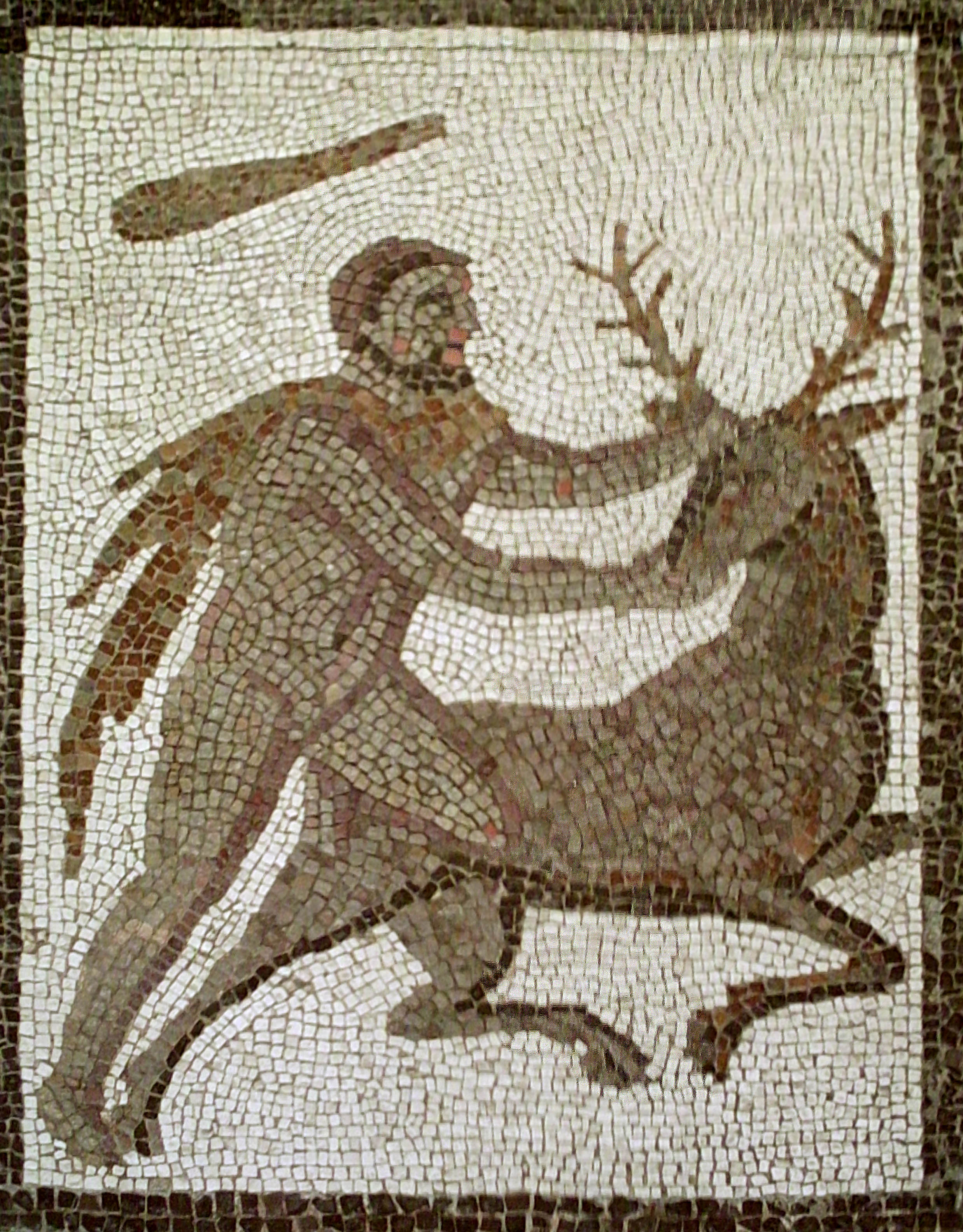
Mosaic dels dotze treballs d'Hèrcules procedent de Llíria, Camp de Túria.

Els mosaics romans estaven fets amb petites peces anomenades tessel·les, per aquest motiu es referissin a ells també com opus tessellatum. Les tessel·les són peces de forma cúbica, fetes de pedra calcària o de vidre o ceràmica, molt cuidades i elaborades i de diferents mides. L'artista les disposava sobre la superfície, com un trencaclosques, distribuint el color i la forma i aglomerats amb una massa de morter.
El mosaic romà és considerat com una pintura feta de pedra. És un art que viu de la pintura pel que fa a temes es refereix. Els assumptes d'un mosaic no tenen identitat pròpia, són els mateixos que poden trobar-se en la pintura, però es diferencia d'ella en el fet que la perspectiva és falsa i forçada. La seva inspiració està en els dibuixos dels tapissos dels teixits i de l'obra pictòrica.
Els mosaics romans són fàcils de descobrir per als arqueòleg si fins ara (any 2004) el seu nombre és molt elevat, però presenten una gran dificultat de conservació. El lloc idoni sembla que està en els museus on la cura, la neteja, temperatura, humitat, etc., es troben a la seva disposició, però el problema està en l'espai que es necessitaria per emmagatzemar-los de manera mereixedora.
Al principi, quan l'art del mosaic es va començar a desenvolupar a Roma, es feia sobretot per decorar els sostres o les parets i poques vegades els sòls perquè es tenia por que no oferís suficient resistència a les trepitjades. Però més tard, quan aquest art va arribar a la perfecció, van descobrir que es podia trepitjar sense risc i va començar la moda de fer paviments de luxe. Els mosaics com a paviment eren per als romans com pot ser una catifa persa i d'alta qualitat en els temps moderns.
Quan els romans van conquistant al llarg del segle ii aC les regions de Grècia i de l'Àsia Menor, l'obra de mosaic era ja comuna a tot el món de parla grega. L'art del mosaic va passar amb facilitat al món romà començant així un gènere artístic-industrial, del qual van fer una veritable especialitat. Es va estendre de manera que es pot dir que no hi va haver casa o vil·la romana on no hi hagués mosaics.
Els mosaics eren per als romans un element decoratiu per als espais arquitectònics. Va arribar a ser un art tan apreciat i difós que al segle iii l'emperador Dioclecià va promulgar un decret en el qual va establir el preu que els artistes podien donar a les seves obres, segons els graus de qualificació prèvia. Quan l'any 330 l'emperador Constantí va traslladar la capital de l'Imperi Romà d'Orient a Constantinoble. L'antiga Bizanci va atorgar força facilitats i afavorir l'èxode als mestres grecs i romans fabricants de mosaics. Aquí l'art del mosaic es va unir amb la tradició oriental i va donar lloc a una evolució que es va distingir sobretot per l'ús molt generalitzat de grans quantitats d'or.

## Escultura romana

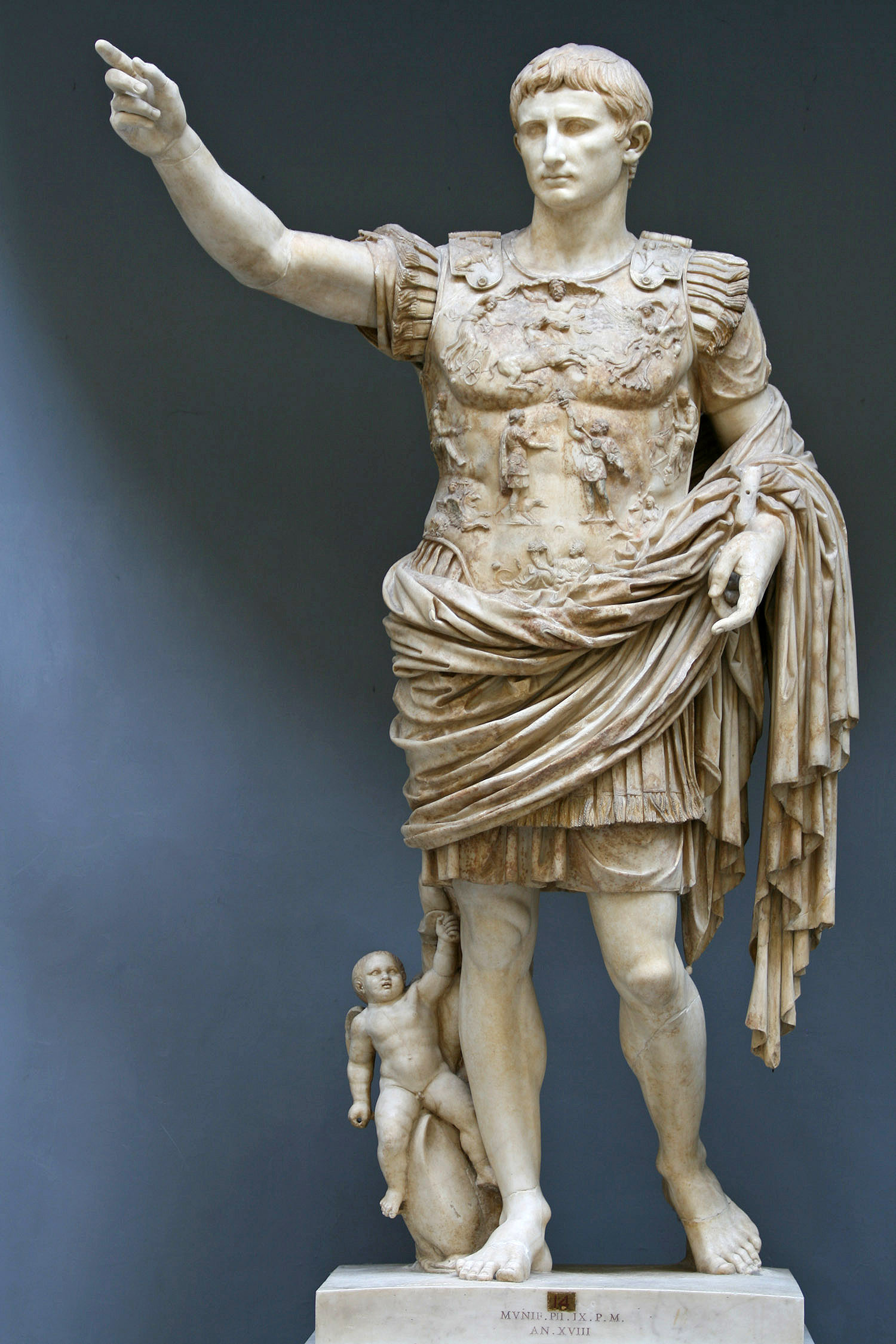
August de Prima Porta (Museus Vaticans)

L'escultura romana comprèn l'obra escultòrica que es va desenvolupar en tota l'àrea d'influència de l'Imperi Romà, amb el focus central a Roma; això succeí entre el segle vi aC i el segle v. Originàriament derivà de l'escultura grega, principalment per l'herència de l'escultura etrusca i, posteriorment, ja d'una manera directa durant el període hel·lenístic, per contacte amb les colònies de la Magna Grècia i de la mateixa Grècia.
La tradició grega va ser una referència constant al llarg de la història de Roma, però contradient una creença antiga i força estesa que afirma que els romans van ser més imitadors que creadors, actualment es reconeix que no sols van ser capaços d'assimilar i desenvolupar les seves fonts amb mestratge, sinó que també van contribuir d'una manera original a aquesta tradició. Aquesta afirmació és especialment rellevant en l'art del retrat, gènere en el qual van aconseguir un gran prestigi i van deixar exemples singulars d'un gran mestratge tècnic i expressivitat; i també, en l'àmbit de l'escultura decorativa, obra present en els grans monuments públics, i en la qual van desenvolupar un estil narratiu de molta força i d'un caràcter típicament romà.
Després de la consolidació de l'Imperi Romà, altres influències estrangeres, sobretot orientals, van determinar una progressiva separació del cànon grec, transformació dirigida a una simplificació formal de tendència més abstracta que serviria per establir les bases de l'art romà d'Orient, paleocristià i medieval. Aquest procés, tanmateix, es va intercalar amb diversos períodes de recuperació del classicisme, així com d'enfortiment del vincle simbòlic amb el passat, períodes que van ser útils per al manteniment de la cohesió cultural i política d'un extens territori. Ni tan sols la cristianització de l'imperi va poder determinar l'exclusió de referències a l'escultura clàssica romana pagana, i fins al segle v, quan la unitat política es trencà definitivament, els models clàssics continuaren sent imitats, tot i que adaptats a la temàtica del nou ordre social, polític i religiós que s'havia instaurat.
L'estudi de l'escultura romana ha demostrat ser un desafiament per als investigadors, ja que la seva evolució és qualsevol cosa menys lineal i lògica. Els intents d'imposar un model de desenvolupament formal sobre la història de l'escultura romana com un sistema orgànic resulten inexactes i poc realistes. Malgrat que en molts punts existeixen alguns desacords entre els especialistes, ja es té una idea més o menys clara sobre les característiques generals de cada etapa evolutiva; però, com es va produir el seu desenvolupament i el pas d'una etapa a l'altra ha demostrat ser un procés molt complex i que encara està lluny de ser ben comprès.
A més del mèrit intrínsec de la producció escultòrica romana, el fet que d'una manera generalitzada copiessin obres gregues i fessin al·lusions al classicisme grec va mantenir viva una tradició i una iconografia que d'una altra manera podrien haver-se perdut; en aquest aspecte, també van fer la seva contribució els primers cristians. Gran part del coneixement de la cultura i l'art de l'antiga Grècia, amb l'escultura romana al seu costat, va ser fonamental en la formulació de l'estètica renaixentista i neoclàssica. Aquest fet confirma la vitalitat i significat que encara perviu en l'actualitat, ja que és considerat com un dels moviments artístics més importants de la cultura occidental, com ho demostra el gran nombre d'estudis especialitzats del qual és objecte i de la fascinació que encara produeix en el públic en general.

### L'escultura i la societat romana

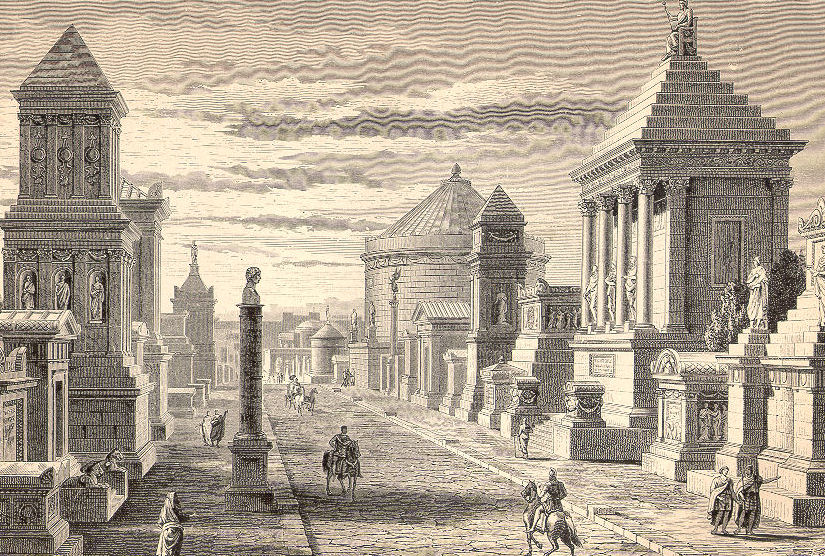
Reconstrucció de la via Àpia, a l'antiga Roma

Roma era una societat amb una gran sensibilitat visual. Les arts visuals actuaven com una espècie de literatura accessible a les grans masses, ja que una gran majoria de la seva població era analfabeta i incapaç de parlar el llatí erudit que circulava entre l'elit; mitjançant aquestes, es reafirmava la ideologia imperant i era un mitjà de difusió de la imatge de les grans personalitats. En aquest context, l'escultura va gaudir d'una posició privilegiada que ocupava tots els espais públics i privats, omplint les ciutats amb una proliferació d'obres de diverses tècniques artístiques.
Gran part de l'escultura produïda a Roma pertany a la temàtica religiosa, o d'alguna manera n'està relacionada. I sovint, també els retrats estaven associats amb els temes sacres. Com en qualsevol altra cultura, Roma va produir imatges per al culte religiós i arreu n'eren presents, des dels grans temples públics fins als habitatges més modests. La seva presència es va convertir en un fet habitual en grans escultures en bronze i marbre –estàtues, grans sarcòfags, relleus arquitectònics, camafeus gravats en les pedres precioses–, en petites estàtues de terracota, senzilles plaques funeràries, màscares mortuòries en cera –el cost de les quals estava a l'abast de les classes més humils–; fins i tot en les monedes, que poden ser enteses com un relleu en miniatura i que eren accessibles a la gran massa popular. Jaś Elsner exposa:
| « | Aquest tipus d'imatges, a la recerca dels súbdits imperials de totes les formes de la vida social, econòmica i religiosa, va ajudar a construir una unitat simbòlica entre els diversos pobles que componien el món romà, enfocant el seu sentit de la jerarquia en una persona suprema. Quan un emperador moria, els seus hereus podien lloar les seves escultures com un déu –proclamant una continuïtat en la successió i erigint temples en el seu honor–. Quan un emperador era enderrocat, les seves imatges eren violentament suprimides en damnatio memoriae, la supressió de la memòria que informava visualment la població dels canvis dins l'autoritat política (...). El politeisme no era una religió d'escriptures i doctrines, l'estructura d'una església jeràrquica i centralitzada; era més aviat un conjunt de llocs de culte, rituals i mites, gestionats per les comunitats i, sovint, pels sacerdots hereditaris. Era eclèctic i divers, ampli, pluralista i tolerant. Les imatges i els mites proporcionen al món antic les principals formes de «teologia». | » |

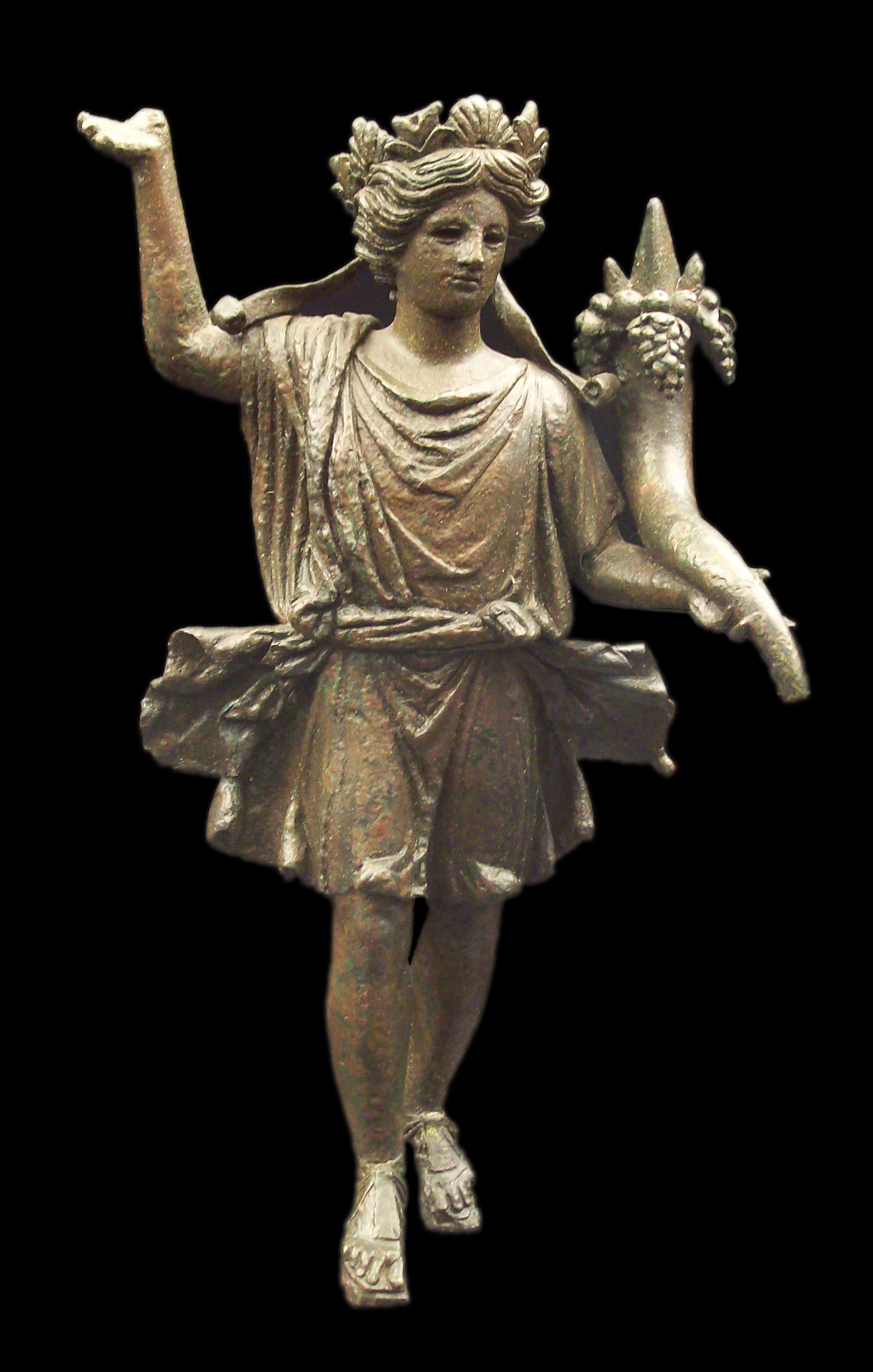
Lar de bronze del, MAN, Madrid

Quan el cristianisme es va convertir en la religió oficial, el paper de l'art va canviar radicalment, tot i que no va perdre la seva importància central. El déu cristià no era conegut per imatges, sinó mitjançant les escriptures, els seus profetes i comentaristes. Tanmateix, l'escultura i el seu repertori de representacions naturalistes convencionals va ser adoptada per la nova església, usada per a la composició d'al·legories, i va continuar sent emprada com a decoració dins l'àmbit laic, públic i privat; fins al final de l'imperi, serví com un registre històric, per a la pràctica del retrat, o com una forma d'emfasitzar l'herència clàssica compartida per tots, per tal d'establir la unitat cultural en un moment en què les perifèries començaven a desenvolupar la seva pròpia cultura amb un alt grau d'independència, i era cada cop més complicat mantenir unificat el territori.

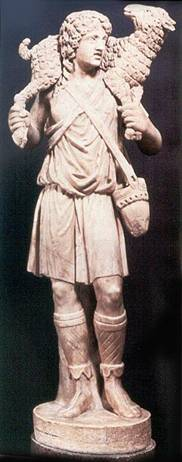
Pastor amb ovella
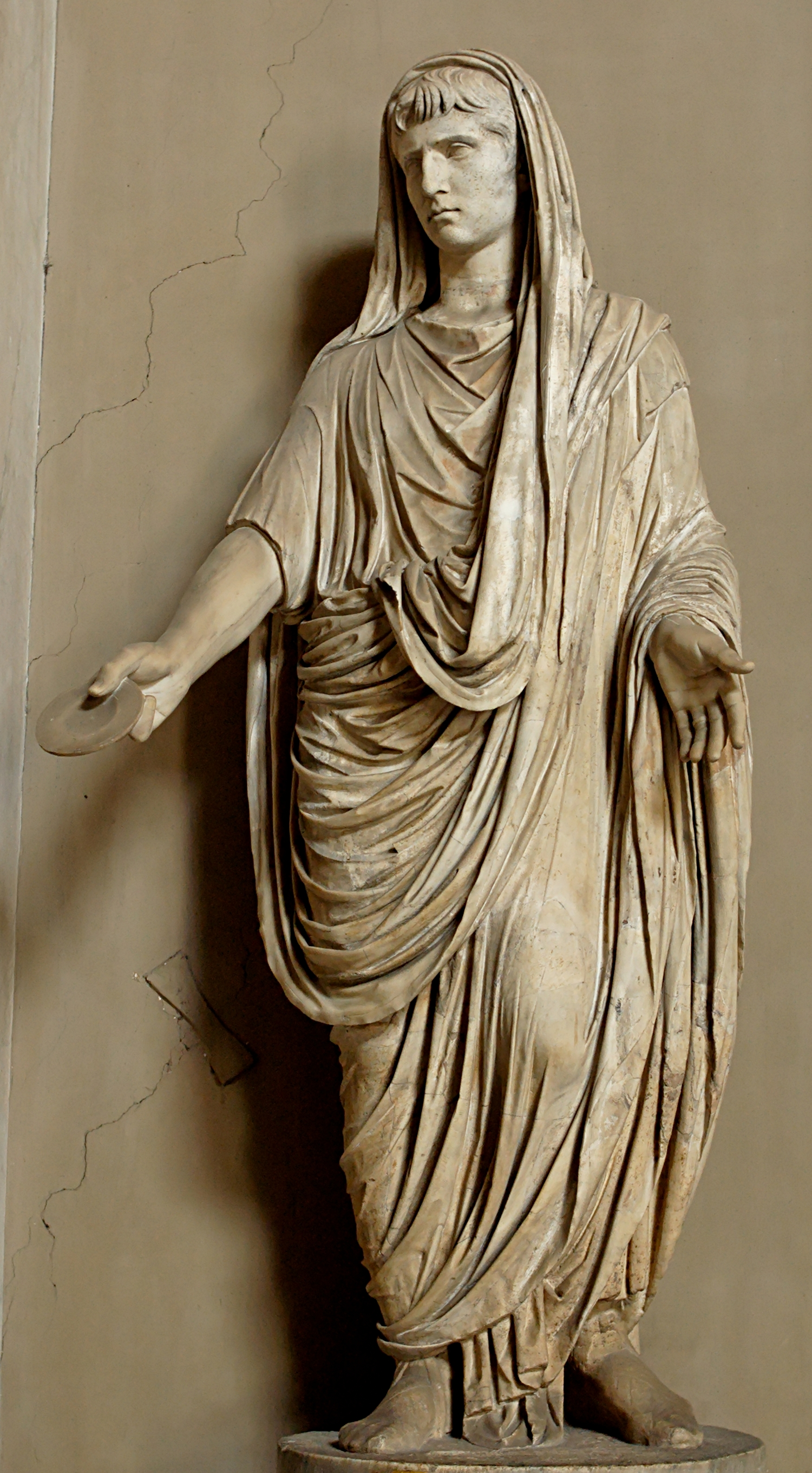
August Pius
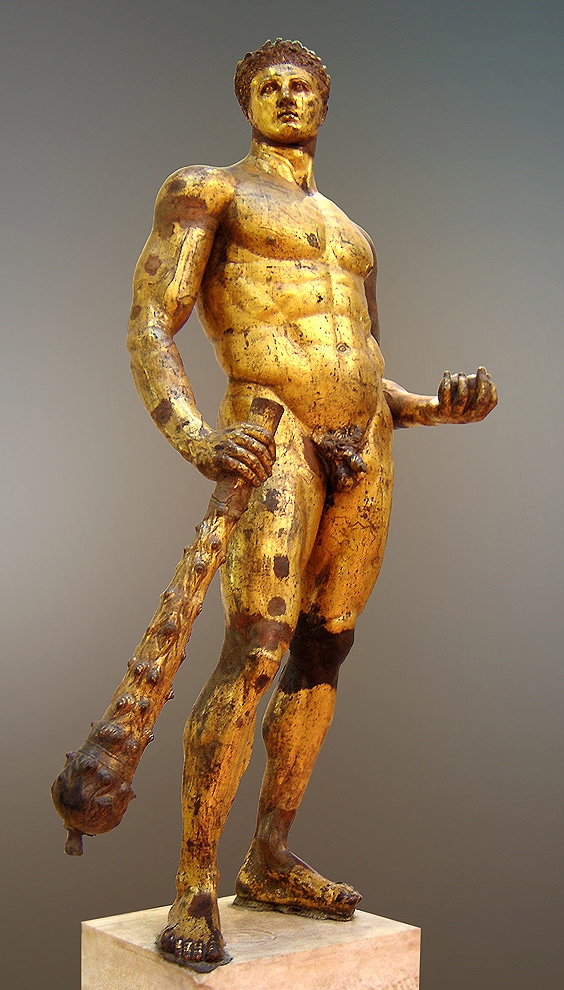
Hèrcules
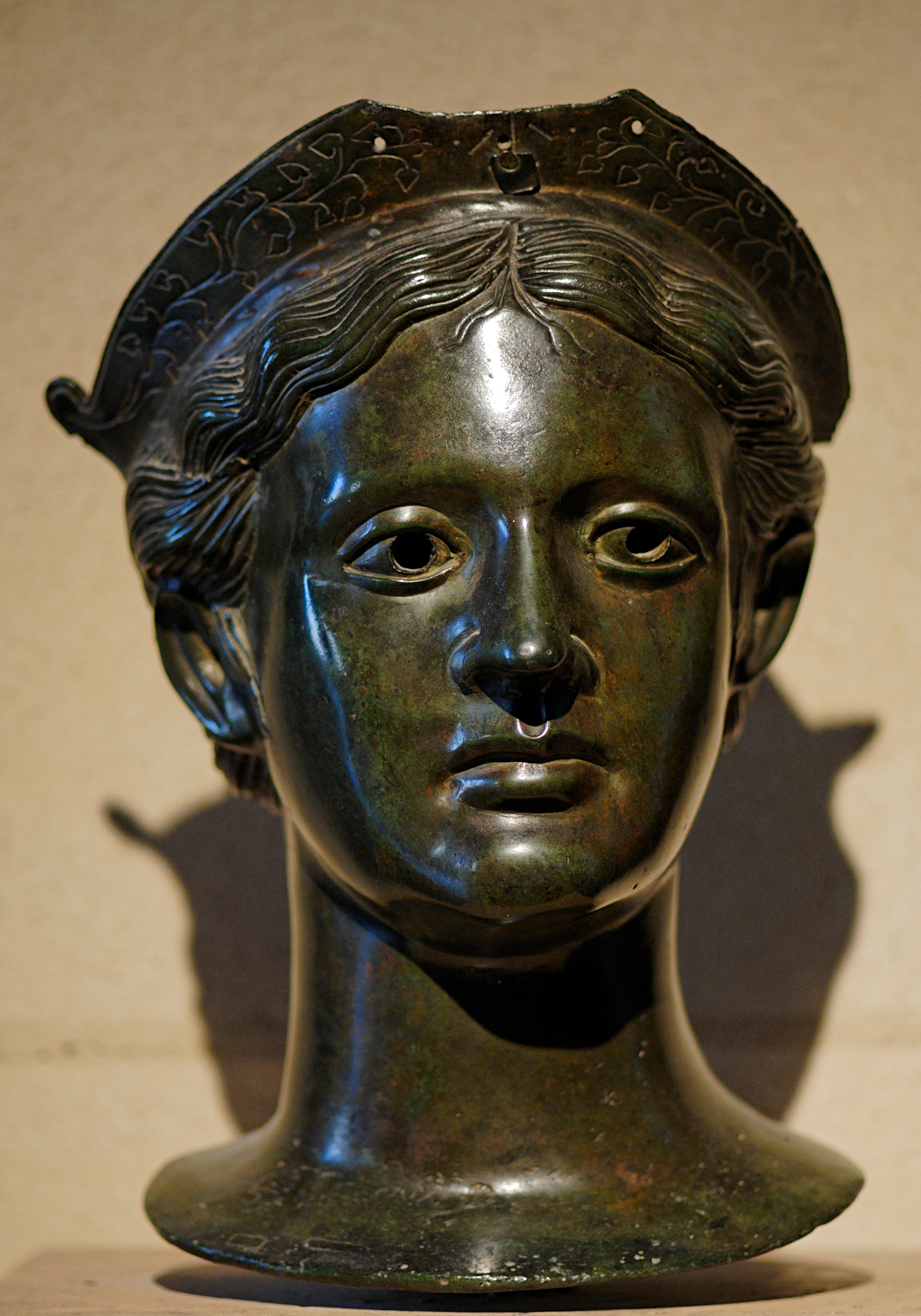
Bust etrusc
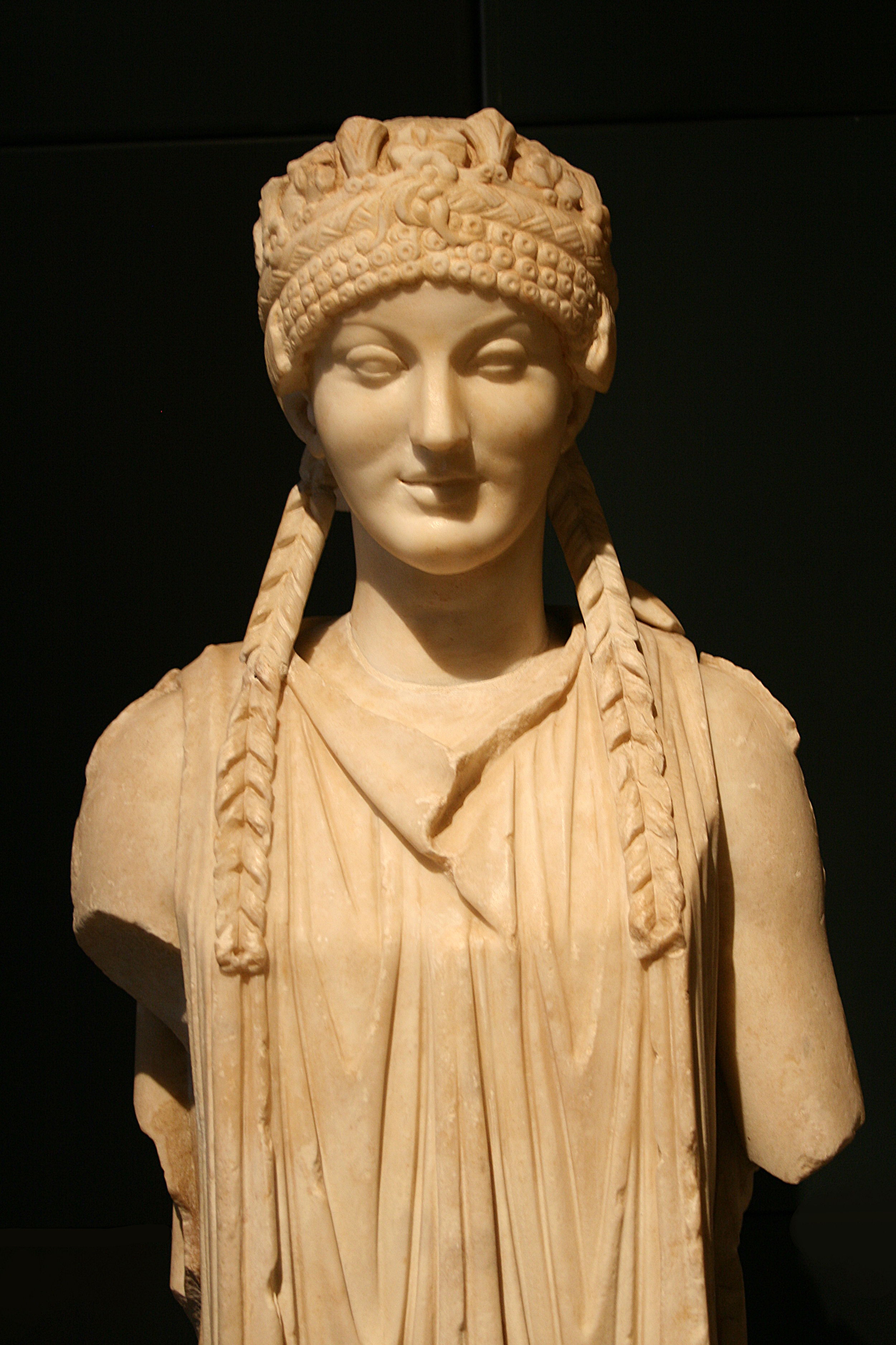
Bust de dona
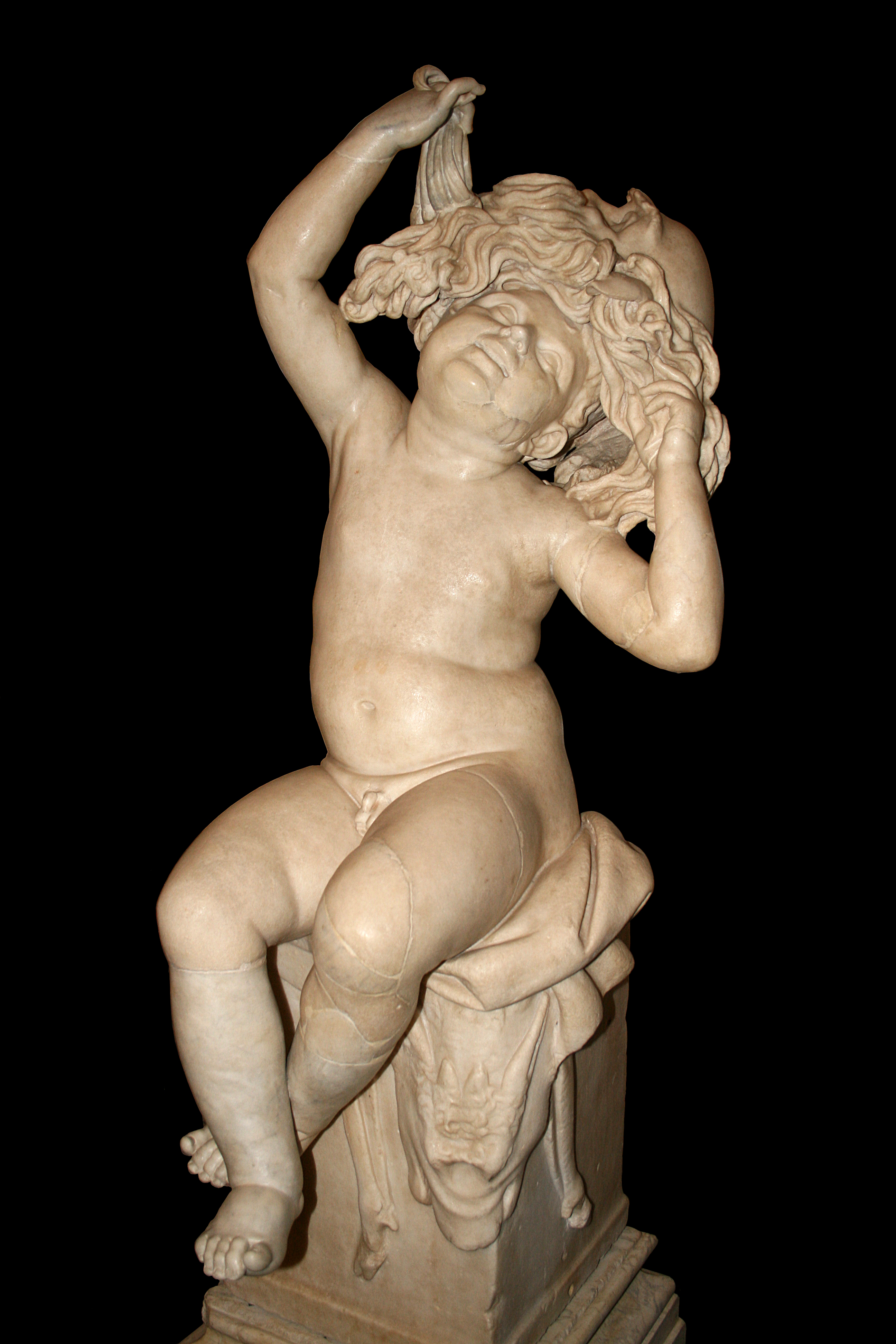
Nen amb màscara
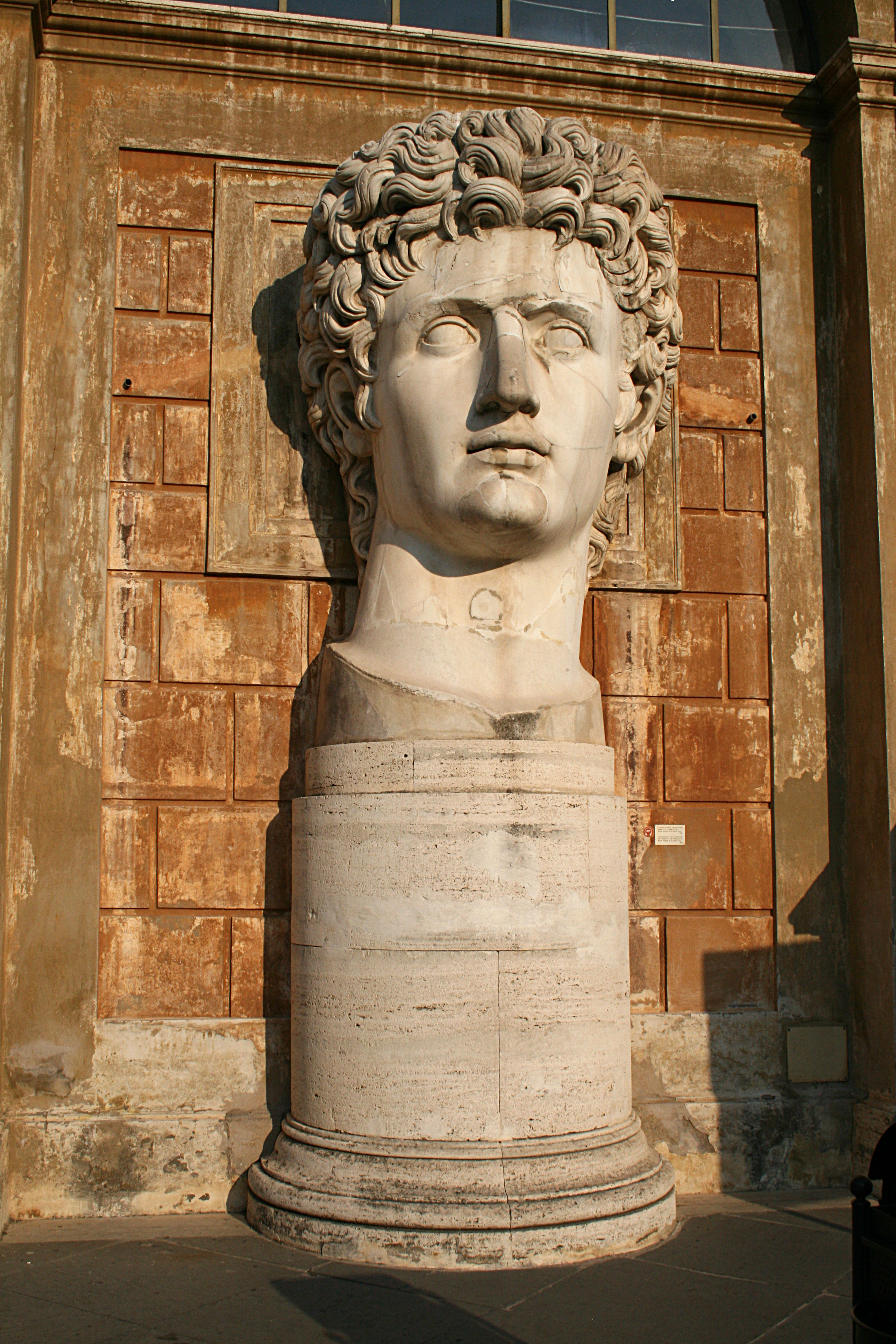
Bust d'August
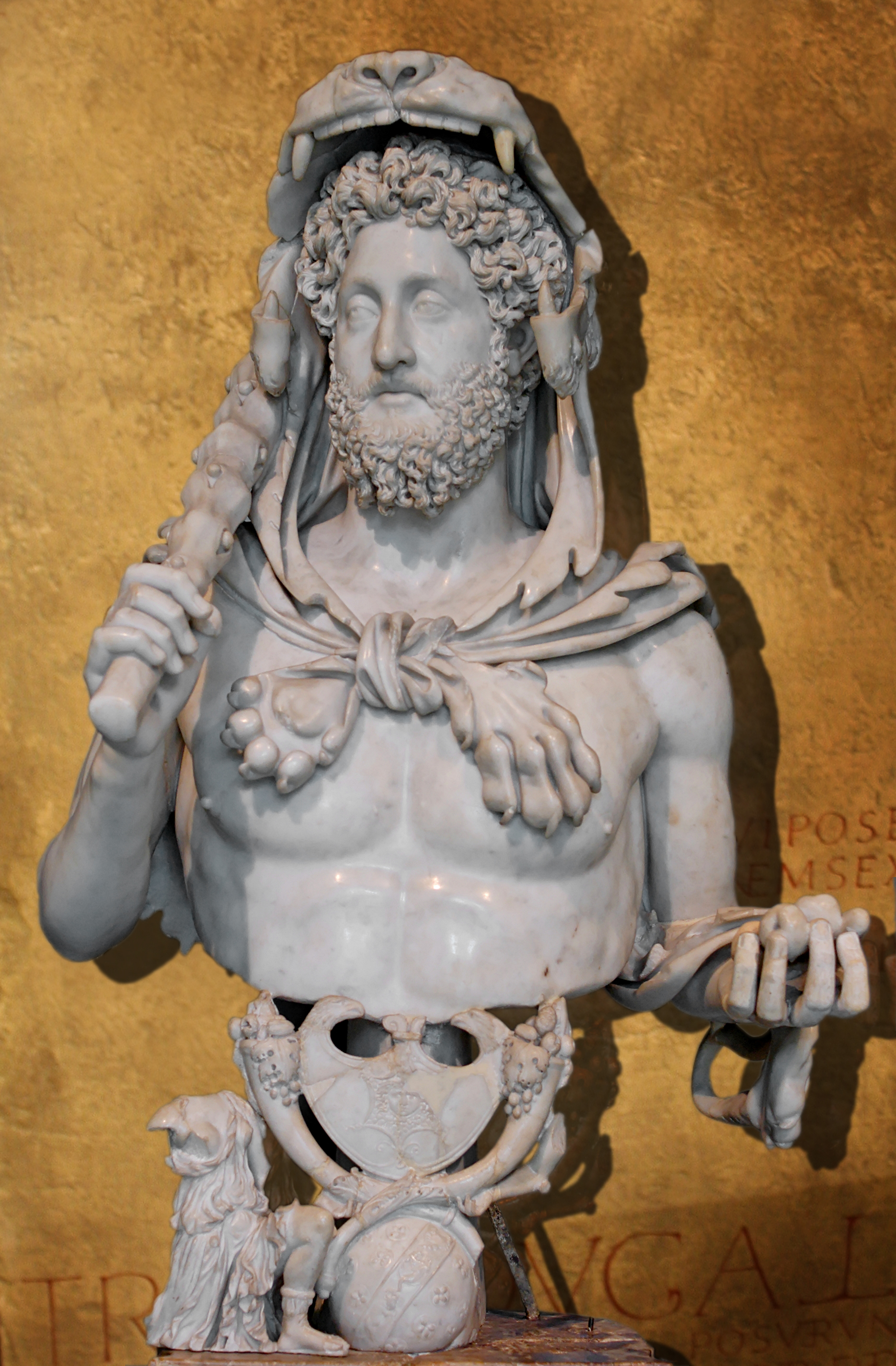
Bust de Còmmode

## Arquitectura romana

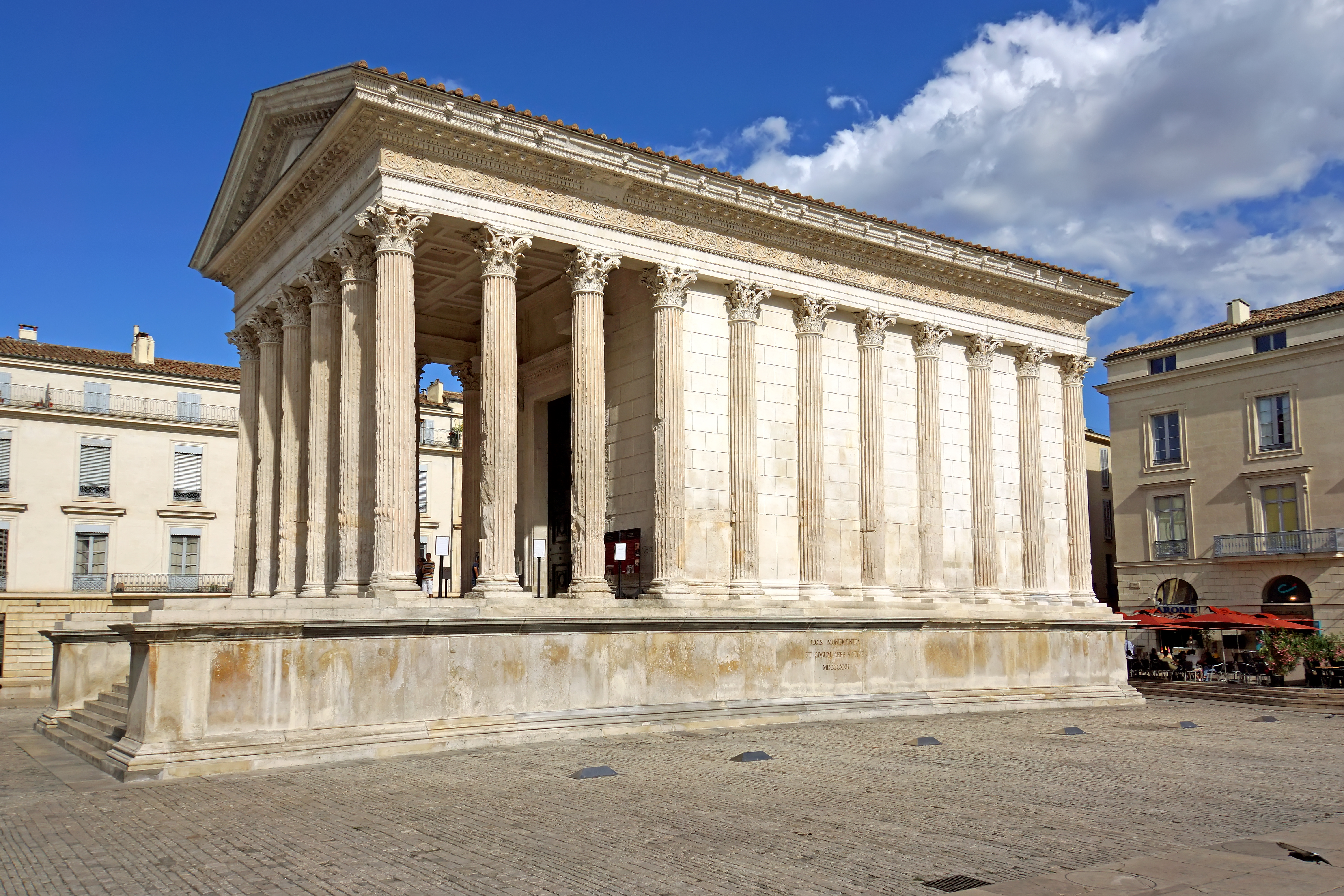
La Maison carré de Nimes, un exemple clàssic d'arquitectura romana

L'arquitectura romana és probablement el testimoni més significatiu de la civilització romana. L'arquitectura romana va esdevenir una de les expressions més visibles del poder de l'imperi. A imatge romana, les ciutats provincials adopten un mateix model urbanístic i arquitectònic. Espais com el fòrum, edificis com el teatre o les termes públiques o la mateixa estructura urbana responen a les necessitats dels centres urbans que vertebraran l'imperi a través d'una extensa i ordenada xarxa viària. Els romans foren uns grans innovadors en el camp de l'arquitectura. La generalització de l'ús de nous materials com el formigó i el maó, juntament amb la introducció de l'arc i la volta, van permetre alçar edificis més sòlids i amplis. Només així es poden entendre edificis tan singulars com el Pantheon (Roma) on la combinació del maó i el formigó van permetre crear una amplitud inconcebible amb pedra. Basíliques, teatres, amfiteatres i altres equipaments públics van adquirir unes dimensions i proporcions adequades a les necessitats d'un Imperi eminentment urbà. Aquestes millores i models, a menor escala, es tradueixen, també, a l'arquitectura domèstica. Algunes domus i vil·les adquireixen en època imperial una monumentalitat que mostra el poder econòmic adquirit per les classes dirigents.

## Construccions romanes
Els diferents tipus de construccions es poden classificar en:

- Arquitectura civil pública: basíliques, fòrums, urbanisme, edificis comercials
- Arquitectura religiosa: temples
- Construccions funeràries: ediculs i cipos, túmuls i mausoleus
- Monuments commemoratius: arcs de triomf, columnes commemoratives,

columnes rostrals, trofeus
- Edificis per a espectacles: amfiteatres, circs, naumàquies, teatres i termes
- Arquitectura civil privada: domus, insula
- Obres d'enginyeria: ponts
  - Obres hidràuliques: termes, aqüeductes, fonts públiques
  - Obres militars: campament (castrum), fossat, muralla, pretori
- Vies públiques o calçades (via romana)

Al llarg de la història de l'imperi van desenvolupar els tres tipus principals d'ordres arquitectònics:
- Dòric
- Jònic
- Corinti

Coliseu de Roma
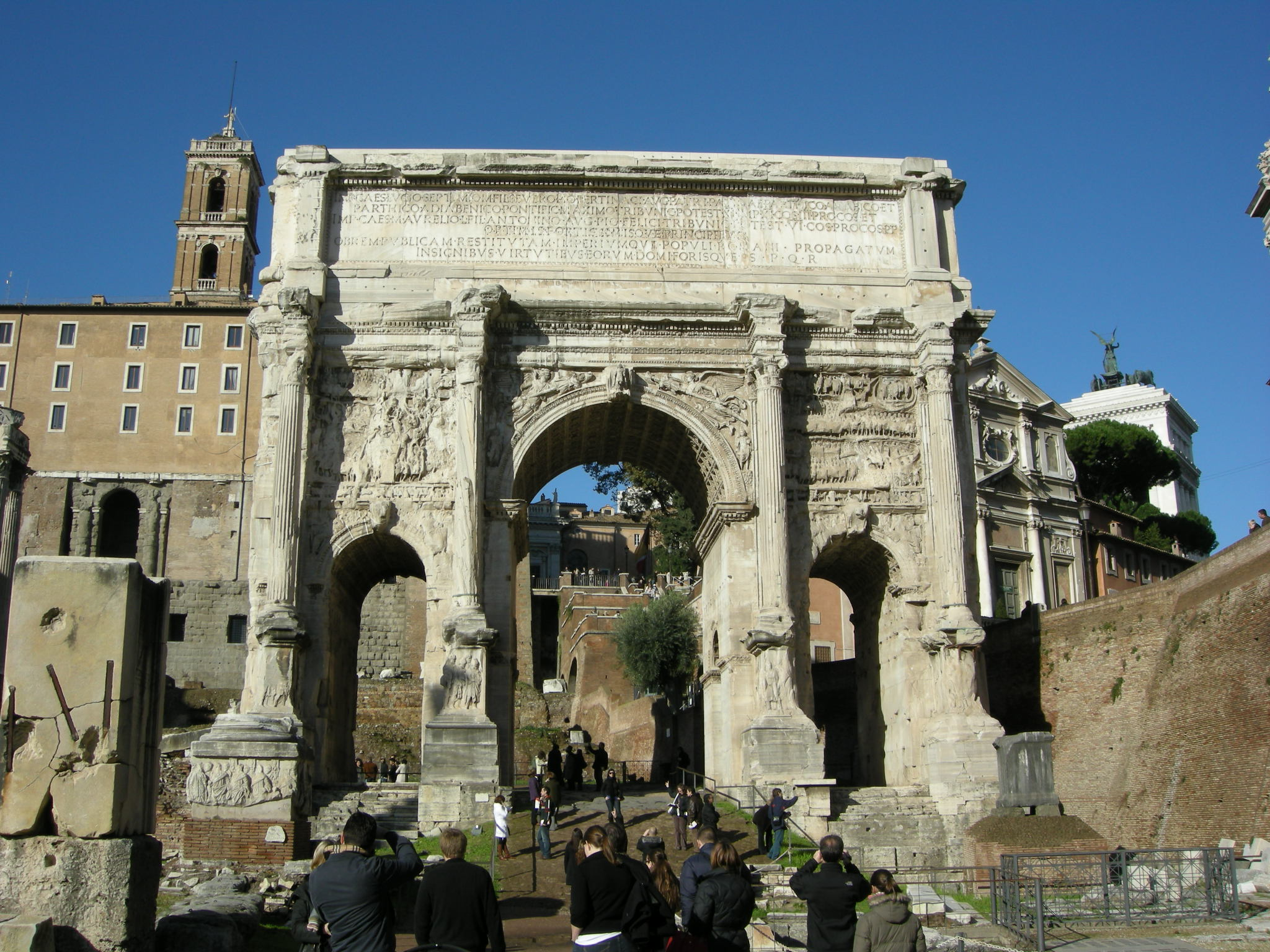
Arc de Septimi Sever
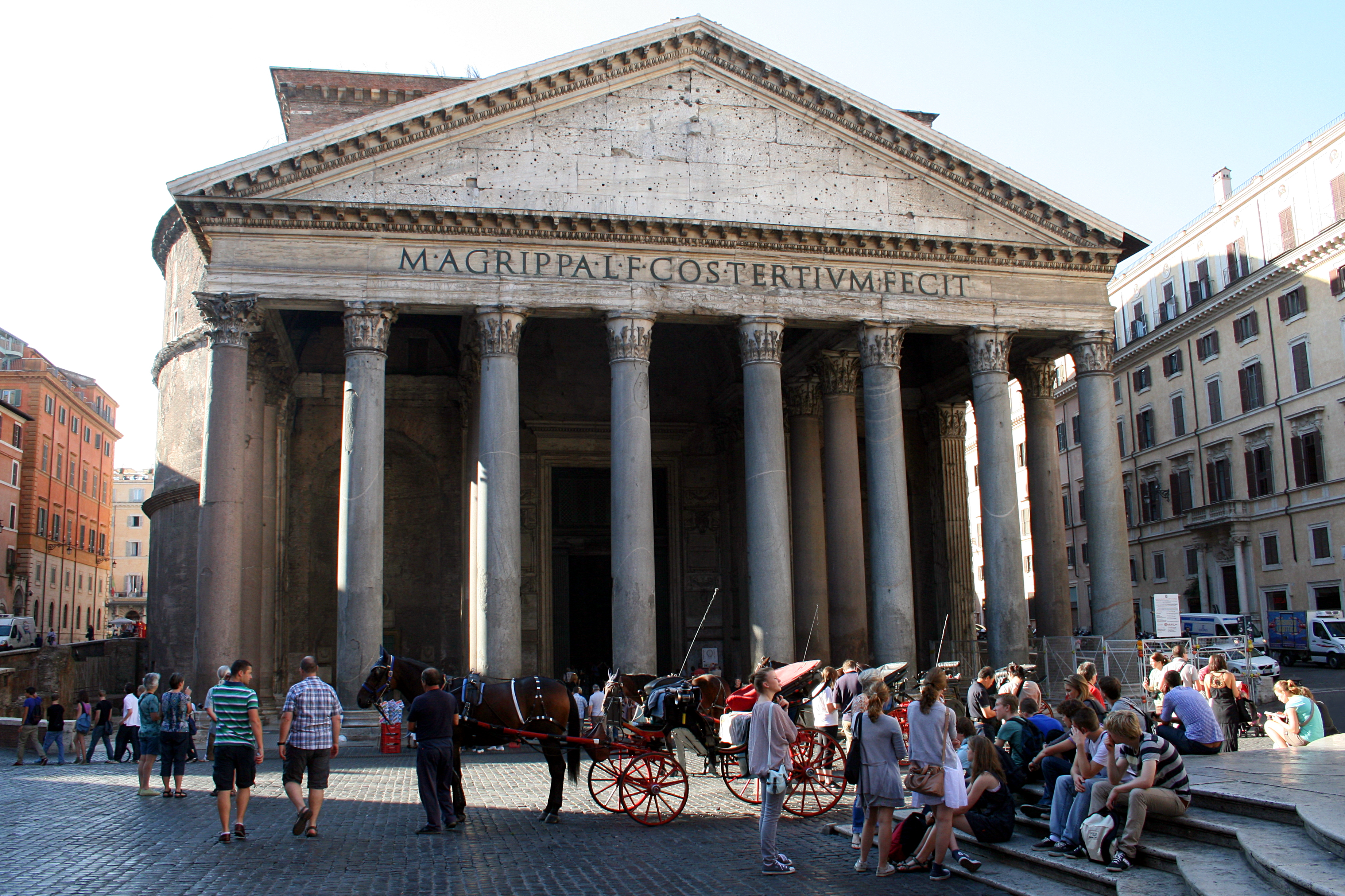
Panteó d'Agripa
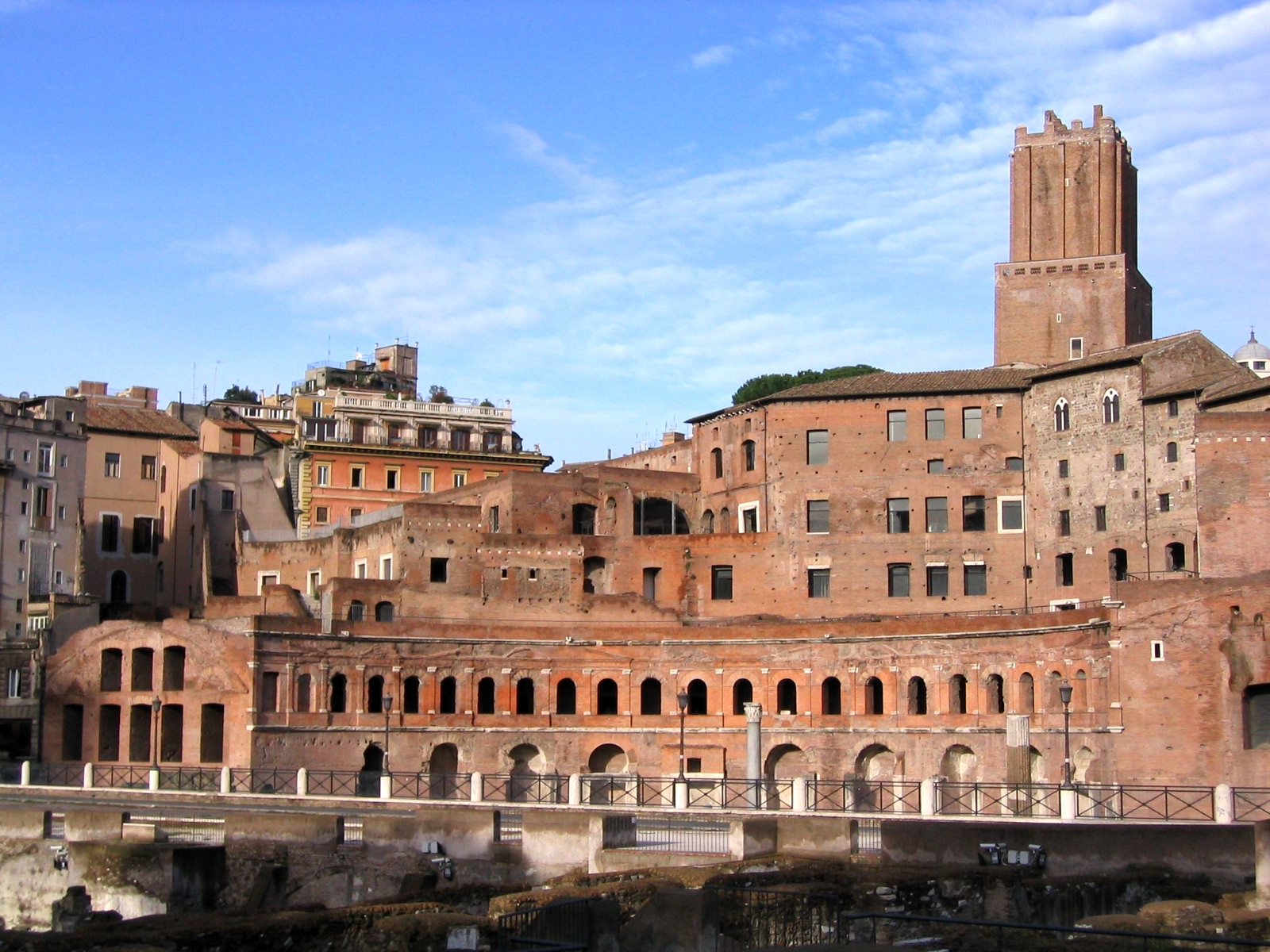
Mercats de Trajà
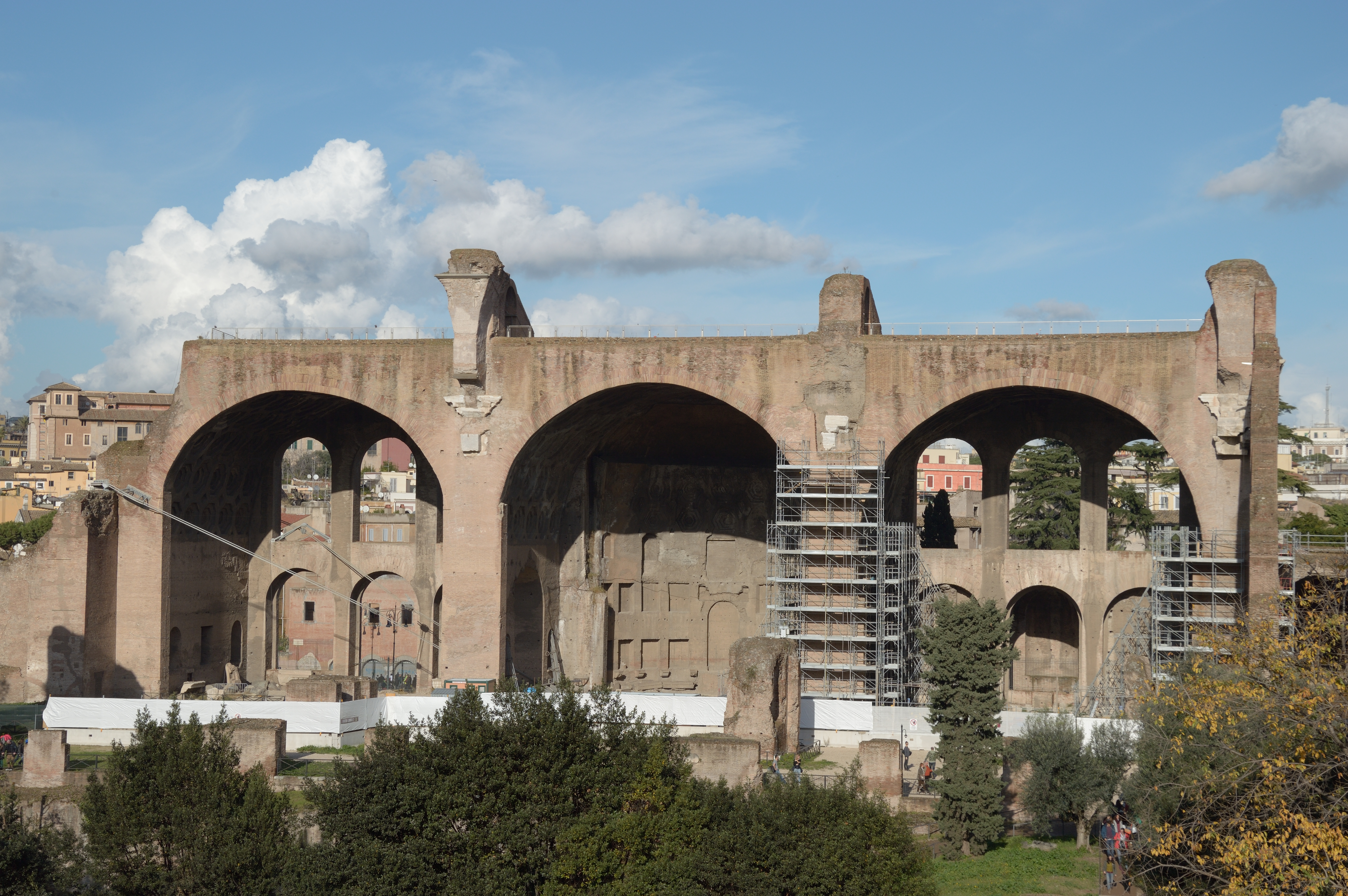
Basílica de Maxenci
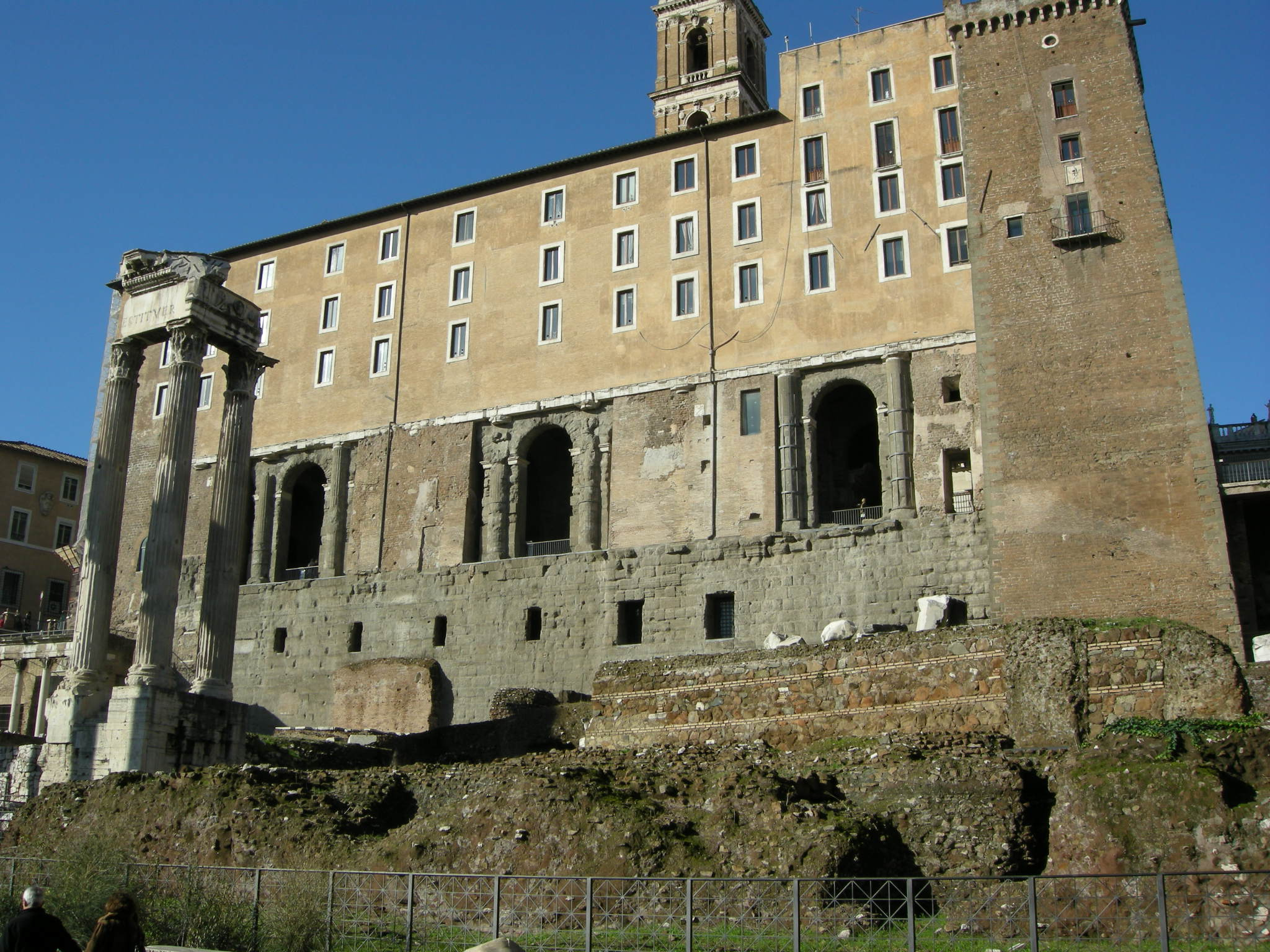
Tabulari
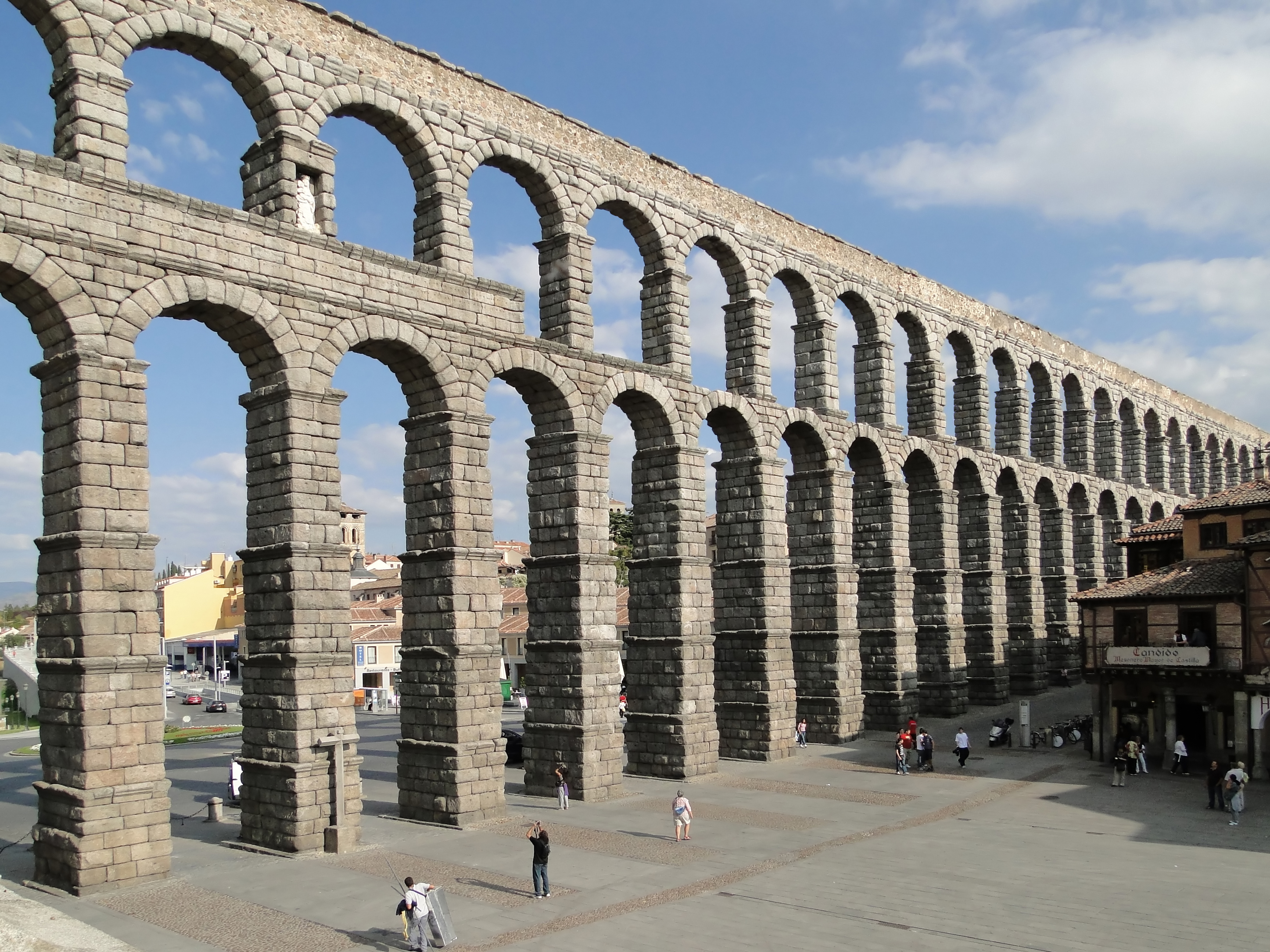
Aqüeducte de Segòvia
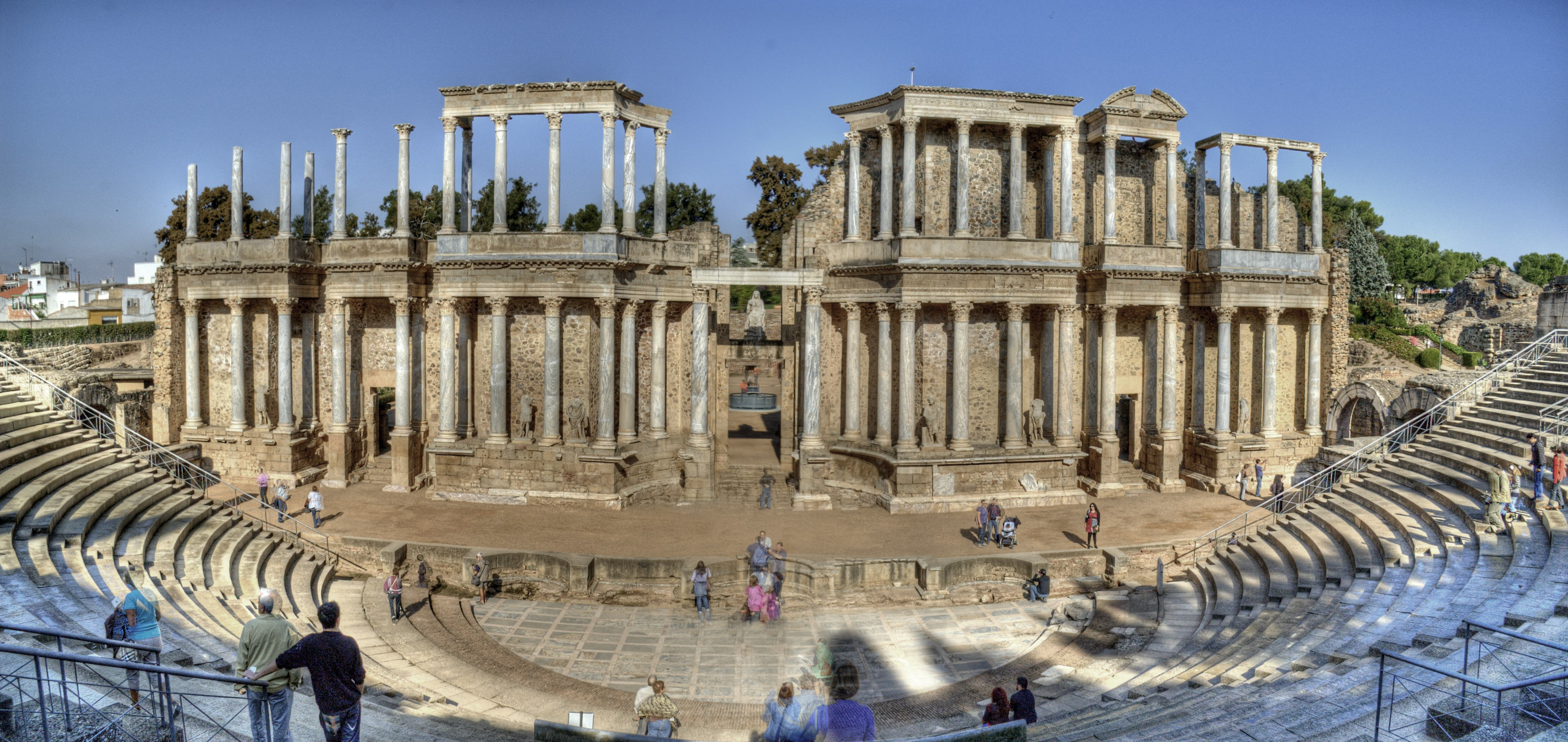
Teatre romà de Mèrida

## Art paleocristià

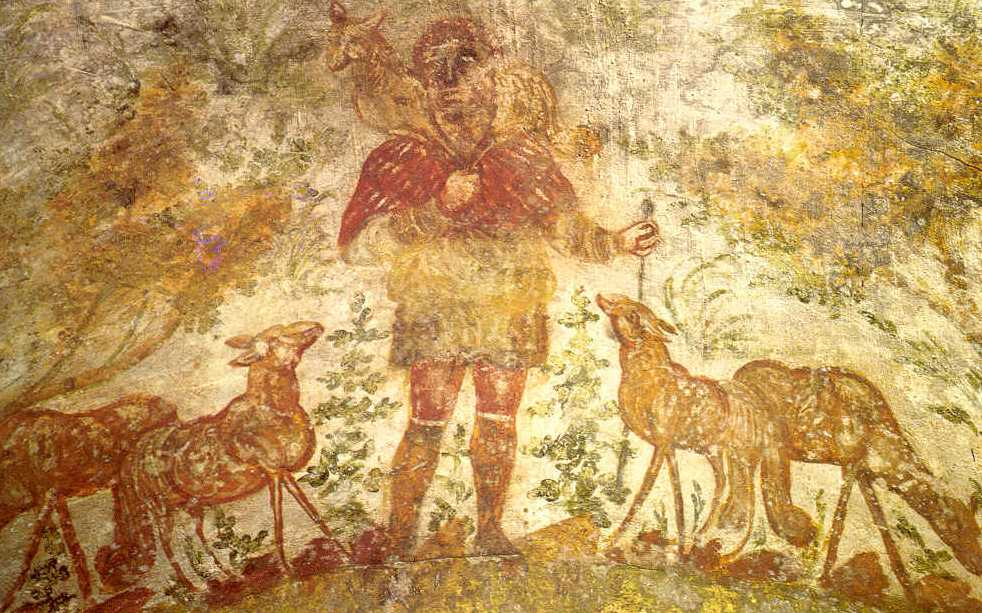
La imatge de Jesús com a Bon Pastor a les catacumbes de Domitilla a Roma.

L'art paleocristià és l'art produït pels cristians o sota un patrocini cristià entre l'any 200 i l'any 500. Abans de l'any 200, no queden produccions artístiques que puguin ser qualificades de cristianes amb certesa. Després de l'any 500, l'art paleocristià obre la via a l'art romà d'Orient, i a l'art romànic.
Abans del 200, l'absència de realitzacions artístiques o arquitecturals durables reflecteix la posició social desfavorida i perseguida dels primers cristians, el que es limitava el mecenatge. D'altra banda, l'Antic Testament, anant en contra de la producció de tombes pintades, també pot explicar aquesta absència. Finalment, és possible que els primers cristians hagin utilitzat temes pagans per expressar temes cristians. Si tal fos el cas, aquest art cristià no és identificable com a tal immediatament.
Els primers cristians van utilitzar les mateixes formes artístiques que les de la cultura romana pagana en la qual evolucionaven: frescs, mosaics, escultures, i miniatures. En les seves realitzacions, els primers cristians no només van utilitzar les formes artístiques romanes de l'antiguitat, sinó també l'estil romà clàssic tardà, present en els primers frescs cristians, com a les de les catacumbes de Roma.
La història de l'art paleocristià comprèn dues fases diferents, separades per l'edicte de Milà de 313, que autoritza la llibertat de culte a l'imperi. Així, abans de 313, l'art és essencialment simbòlic i amagat; després de 313, es manifesta més explícitament i més lliurement per finalment fer-se un art vinculat a l'Estat amb Teodosi I que farà del catolicisme la religió d'Estat.

## Art romà d'Orient

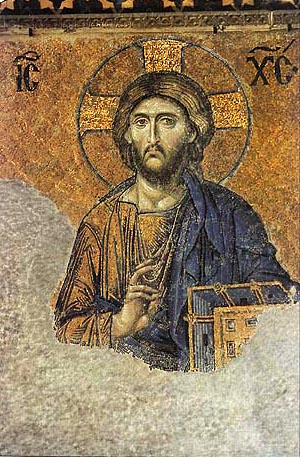
El més conegut dels mosaics romans d'Orient supervivents de l'església de Santa Sofia de Constantinoble - la imatge de Crist Pantocràtor a les parets de la galeria sud superior. Crist està flanquejat per la Mare de Déu i Joan Baptista. Els mosaics es realitzaren en el.

L'Art romà d'Orient és com es denomina l'art produït a l'Imperi Romà d'Orient o també conegut com l'Imperi Romà d'Orient entre el 476 fins a la caiguda de Constantinoble, el 1453, a mans dels turcs, que posaria fi a 1.000 anys d'existència. Aquell imperi va tenir com a centre la ciutat de Constantinoble, abans coneguda com a Bizanci i actualment com a Istanbul.
Inspirat en els models clàssics del món pesímistic, l'art paleocristià i en tradicions artístiques orientals provinents de Pèrsia, aquest estil suposà una fusió entre Orient i Occident i va exercir una poderosa influència sobre l'art contemporani occidental. La seva petjada és visible en l'art de zones tan llunyanes com ara Rússia i els Balcans. L'art romà d'Orient està molt vinculat al poder polític i a la religió; de fet, aquest art és profundament espiritual, l'objectiu del qual és transmetre la fe religiosa i consolidar el poder d'un emperador divinitzat.
L'arquitectura romana d'Orient es va caracteritzar per l'ús de l'arc de mig punt (de forma semicircular), la planta de creu grega (amb braços de la mateixa longitud) o planta basilical (planta rectangular amb una o més naus), per l'ús de la cúpula (coberta de forma semiesfèrica), així com pel luxe en la decoració dels interiors.
Les principals construccions en van ser palaus i coves, entre les quals destaquen la de Santa Sofia, a Constantinoble, i la de Sant Marc, a Venècia.
Els murs i les cúpules es van recobrir amb mosaics, que constitueixen la màxima expressió de l'art romà d'Orient. Els artistes, en el seu desig de ressaltar l'espiritualitat dels personatges, els representaven de manera idealitzada sobre un fons de color daurat, tant en els mosaics com en les icones, pintures menudes sobre fusta. Les figures són rígides, apareixen disposades de front i no s'hi observava profunditat ni volum.
Des de començaments del segle xi, es va creant un llenguatge formal artístic propi i diferenciat del que es manté en l'Imperi oriental. Més tard, en l'època de Justinià I (527-565), s'inicia la primera etapa específicament romana d'Orient: és la Primera Edat d'Or que comprèn els segles vi i vii, és l'etapa de formació de l'art romà d'Orient en els seus aspectes formals bàsics.
Després del període de la lluita dels iconoclastes, encara que pobre en monuments, comença, entorn de l'any 850, l'art romà d'Orient mitjà o Segona Edat d'Or, que perdura fins a l'any 1204, quan Constantinoble és conquerida pels croats; en aquesta època, essencialment es consoliden els aspectes formals i espirituals de l'art romà d'Orient; és la veritable etapa creadora i definidora de l'estètica romana d'Orient.
Després del domini llatí, amb la dinastia dels Paleòleg, es dona pas a la Tercera Edat d'Or que se centra en el segle xiv i que finalitza amb la presa de Constantinoble, l'any 1453. Després, l'art romà d'Orient influeix poderosament en els països eslaus, Rússia i sud-est d'Europa, i es transmet fins als nostres dies a través de la muntanya anomenada Atos.